# Eugène Delacroix
Ferdinand Victor Eugène Delacroix, più semplicemente noto come Eugène Delacroix (in italiano AFI: /delaˈkrwa/; Charenton-Saint-Maurice, 26 aprile 1798 – Parigi, 13 agosto 1863), è stato un artista e pittore francese, considerato il principale esponente del movimento romantico del suo Paese.
In contrasto con il perfezionismo neoclassico del suo principale rivale Ingres, Delacroix prese come ispirazione lo stile di Rubens e dei pittori del Rinascimento veneziano, con una conseguente enfasi sul colore e sul movimento piuttosto che sulla chiarezza dei contorni e sulla forma accuratamente modellata. Contenuti drammatici e romantici caratterizzarono i temi centrali della sua maturità artistica e che lo portarono a distanziarsi dai modelli classici dell'arte greca e romana, ma a viaggiare in Nord Africa, alla ricerca dell'esotico. Amico ed erede spirituale di Théodore Géricault, Delacroix trasse ispirazione anche da Lord Byron, con il quale condivideva una forte identificazione con le "forze del sublime", della natura in azione spesso violenta.
Tuttavia, Delacroix non era indotto né dal sentimentalismo né dall'orgoglio, e il suo romanticismo era più quello di un individualista. Nelle parole di Baudelaire, «Delacroix era appassionatamente innamorato della passione, ma freddamente determinato a esprimerla nel modo più chiaro possibile». Insieme a Ingres, Delacroix è considerato uno degli ultimi antichi maestri della pittura.
Il suo ricorso a pennellate espressive e il suo studio degli effetti ottici del colore hanno profondamente plasmato lo stile degli impressionisti, mentre la sua passione per l'esotico ha ispirato gli artisti del movimento simbolista. Raffinato litografo, Delacroix ha illustrato varie opere di William Shakespeare, dell'autore scozzese Walter Scott e del tedesco Johann Wolfgang von Goethe. Tra i suoi dipinti più noti si possono citare Il massacro di Scio, La barca di Dante e La Libertà che guida il popolo.

## Biografia

### Infanzia e giovinezza
Ferdinand Victor Eugène Delacroix nacque il 26 aprile 1798 a Charenton, in una famiglia della haute bourgeoisie: il padre, Charles-François Delacroix, era un uomo politico francese nominato sotto il Direttorio ministro degli Esteri, mentre la madre, Victoire Oeben, era la figlia di un benestante ebanista parigino, Jean-François Oeben e di Françoise Marguerite Vandercruse, sorella di Roger Vandercruse Lacroix, anch'esso ebanista.
Ci sono motivi per credere che suo padre, Charles-François Delacroix, all'epoca del concepimento di Eugène fosse sterile, e che il suo vero padre sia in realtà Charles Maurice de Talleyrand, futuro ministro degli Esteri e amico assai intimo della famiglia, al quale in età adulta Eugène assomiglierà sia nell'aspetto che nel carattere. Nel corso della sua carriera di pittore Delacroix rimarrà sotto la protezione prima dello stesso Talleyrand, ed in seguito di suo nipote, Charles de Morny, duca de Morny, fratellastro di Napoleone III e presidente della camera dei deputati francese.
Delacroix compì i primi studi al liceo Louis-le-Grand di Parigi e al liceo Pierre Corneille di Rouen, immergendosi nella lettura dei classici, grazie ai quali sviluppò una solida preparazione umanistica, e vincendo alcuni premi per la sua abilità nel disegno. Spinto da questo virtuosismo, una volta conclusi gli studi liceali iniziò il suo apprendistato sotto la guida di Pierre-Narcisse Guérin, artista dai ferrei precetti neoclassici ed emulo di Jacques-Louis David. Delacroix, come molti altri artisti della sua epoca, avrebbe poi abdicato dalla sua formazione accademica e intrapreso entusiasticamente quella da autodidatta, studiando diligentemente i capolavori riuniti da Napoleone al Louvre: tra i maestri del passato prediletti dall'artista vi erano Michelangelo, Tiziano, Raffaello, Giorgione e soprattutto Rubens, del quale ammirò lo stile sfarzoso e ricco di colori. Contestualmente a questi studi, inoltre, Delacroix ebbe una fame insaziabile di letture e divorò i testi di Dante, Tasso, Shakespeare, Goethe, Byron e Walter Scott. L'apprendistato presso il Guérin, in ogni caso, fu di importanza fondamentale per il giovane Delacroix, che qui acquistò solide basi sulle tecniche pittoriche. Fu proprio nello studio di Guérin, tra l'altro, che Delacroix conobbe Théodore Géricault, con il quale stabilì un rapporto di reciproca stima e di amicizia destinato a perdurare profondo. A testimonianza dell'intimità che si era formata tra di loro Delacroix posò per La zattera della Medusa, quadro di Géricault che lasciò una traccia profonda sulla sua fantasia:
(Eugène Delacroix)
Lo stile fortemente emotivo della Medusa fece quindi un vivo effetto su Delacroix che, sotto questi influssi, decise di realizzare il suo primo grande dipinto, La barca di Dante, raffigurante il Sommo Poeta e Virgilio trasportati da Flegias verso la città di Dite. Delacroix esordì dunque giovanissimo, all'età di ventiquattro anni, quando espose La barca di Dante al Salon di Parigi del 1822; l'accoglienza del dipinto, tuttavia, fu non priva di critiche e l'artista fu esposto all'incomprensione. Il rifiuto delle sue opere da una parte del pubblico accademico sarà una costante della sua carriera, contrastato però dal robusto sostegno di illuminati ammiratori.

### Maturità

Eugène Delacroix, La Libertà che guida il popolo (1830); olio su tela, 235×260 cm, museo del Louvre, Parigi.

Un evento di cronaca avrebbe profondamente scosso Delacroix in questi anni: si tratta del fallimento della rivolta greca contro l'Impero Ottomano. Fortemente impressionato dalle atrocità della guerra greco-turca, Delacroix decise di documentarsi sull'evento e di licenziare un quadro di guerra  in sostegno dei Greci, Il massacro di Scio. La tela, esposta al Salon del 1824, non mancò di suscitare scandalo: particolarmente virulenta fu la critica di Stendhal, che arrivò ad affermare che «quest'opera mi fa sempre pensare a un quadro che originariamente doveva rappresentare una pestilenza e che poi l'artista trasformò in un massacro a Scio dopo aver letto degli articoli di giornale». Sprezzante delle critiche, sempre nel 1824 Delacroix si recò a Londra dove, oltre a visitare gli studi di Thomas Lawrence e Richard Parkes Bonington, ebbe l'opportunità di ammirare Il carro da fieno di John Constable: lo stile naturalistico della pittura inglese avrebbe avuto un influsso profondo su Delacroix, che così poté compiere un deciso salto qualitativo. «Visto i Constable. Constable mi fa un gran bene» avrebbe annotato l'artista nel diario in data 19 giugno 1824.
Nel frattempo Delacroix entrò in contatto con la «banda romantica» di Alexandre Dumas, Stendhal e Victor Hugo, dalla quale tuttavia si distaccò ben presto. Successivamente realizzò La Grecia spirante sulle rovine del Missolungi, monumento commemorativo dei martiri della guerra d'indipendenza greca e dell'ideale di libertà in opposizione alle regole della tirannia, e La morte di Sardanapalo. Quest'ultima opera, desunta da un testo di Byron, nel raffigurare la morte del re assiro Sardanapalo fabbrica una scena avvincente sul piano emotivo, con colori vivaci, costumi esotici e tragiche scene, che tuttavia anche questa volta non mancò di suscitare grande scandalo e critiche molto acerbe.
Del 1830 è invece quella che è l'opera più celebre di Delacroix, La libertà che guida il popolo, tutt'oggi considerata uno dei massimi capolavori del Romanticismo. Sebbene generalmente Delacroix fosse abbastanza restio a schierarsi politicamente, nel 1830 decise di eseguire questa tela per esaltare la lotta per la libertà del popolo di Parigi, insorto proprio in quell'anno per ribellarsi contro la volontà autoritaria di Carlo X, in tre giornate passate alla storia come les trois glorieuses. La libertà che guida il popolo rappresenta un'indimenticabile immagine dei parigini che si sono sollevati in armi e marciano insieme sotto la bandiera tricolore della Libertà, metaforicamente rappresentata da una donna con il berretto frigio ed il seno scoperto.

### Il viaggio in Africa
L'11 gennaio 1832 Delacroix, spinto dalla volontà di visitare quello che definiva «l'Oriente mediterraneo», partì da Tolosa al seguito del conte de Mornay, diretto in Africa per una missione diplomatica promossa dal re Luigi Filippo. Dopo una sosta in Spagna la spedizione sbarcò a Tangeri, dove venne festosamente accolta dalla popolazione locale in un tripudio di ricevimenti, cerimonie e spettacoli equestri, per poi spostarsi a Meknès e infine ad Algeri.
Delacroix fu immediatamente rapito dall'esotico fascino dell'Oriente, che considerò sin dall'inizio come un luogo incantevole, ricco di fascino: «il pittoresco qui abbonda: è un luogo fatto per i pittori [...] La bellezza è dappertutto, non la bellezza raffigurata nei quadri alla moda, ma qualcosa di più semplice e primordiale», avrebbe annotato nel suo diario. A colpirlo furono l'autenticità e la bellezza degli abitanti di quelle terre, nei quali intravide l'ultimo residuo della classicità:
(Eugène Delacroix)
Ad accendere l'entusiasmo di Delacroix vi furono anche l'umbratile bellezza delle donne arabe - ad Algeri riuscì persino ad intrufolarsi in un harem, la parte più sacra ed inviolabile delle dimore musulmane - e gli scontri di cavalieri beduini, che definì «pittoricamente meravigliosi». Ad affascinarlo di più, tuttavia, fu la suadente duttilità della luce equatoriale, una luce intensa, abbagliante, che rivelava la natura aspra di quei deserti e che faceva sì che «perfino l'ombra prende dei riflessi turchesi». Un influsso analogo fu esercitato dalle variopinte decorazioni delle dimore musulmane, che indussero Delacroix ad intraprendere una nuova ricerca espressiva basata sui colori complementari e sui loro contrasti reciproci.
La testimonianza artistica più elevata del soggiorno arabo di Delacroix ci è data dai sette taccuini che riempì quotidianamente con schizzi e acquerelli spontanei e frettolosi, opportunamente integrati con piccole scritte, che si accumulano in un disordine che è involontaria espressione della sua esaltazione. Questi taccuini, infatti, erano privi di ambizioni pittoriche, bensì furono eseguiti con il sincero intento di consegnare alla carta tutto quello che vedeva e sperimentava, così da non lasciarsi sfuggire nulla. Sulla base di queste annotazioni, una volta ritornato in patria, Delacroix eseguì nel 1834 Donne di Algeri nei loro appartamenti, dipinto che ebbe una vasta eco nella cultura del tempo e che finì per avere un influsso determinante per lo sviluppo del gusto romantico per l'esotico.

### Ultimi anni

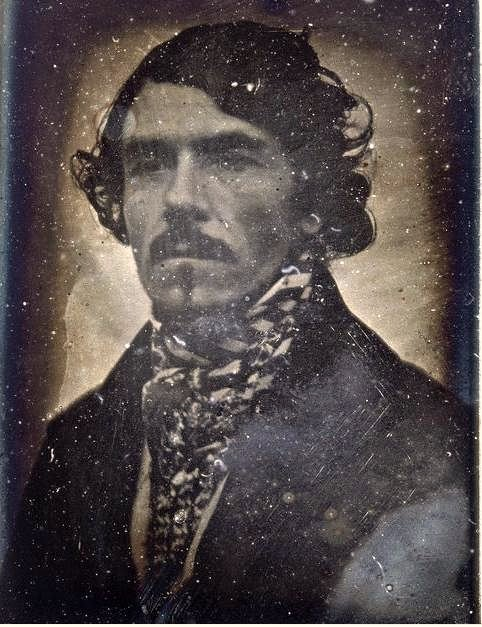
Louis Antoine Léon Riesener, Eugène Delacroix, 1842, dagherrotipo, Museo d'Orsay, Parigi

Nel 1838 Delacroix espose La furia di Medea, suscitando grande scalpore presso il Salon di Parigi. Si tratta della sua prima opera di grandi dimensioni che ritragga una scena tratta dalla mitologia greca, e rappresenta Medea che afferra i propri figli sguainando un pugnale per ucciderli e vendicarsi per essere stata abbandonata da Giasone. Le tre figure umane nude descrivono una specie di piramide animata, colpita da una luce obliqua che penetra nella grotta in cui Medea si è nascosta. Anche se il dipinto venne presto acquistato dallo Stato, Delacroix rimane deluso quando venne a sapere che era stato inviato al Museo delle Belle Arti di Lilla, siccome avrebbe voluto che fosse esposto alla Galleria di Lussemburgo insieme a La barca di Dante ed Il massacro di Scio.

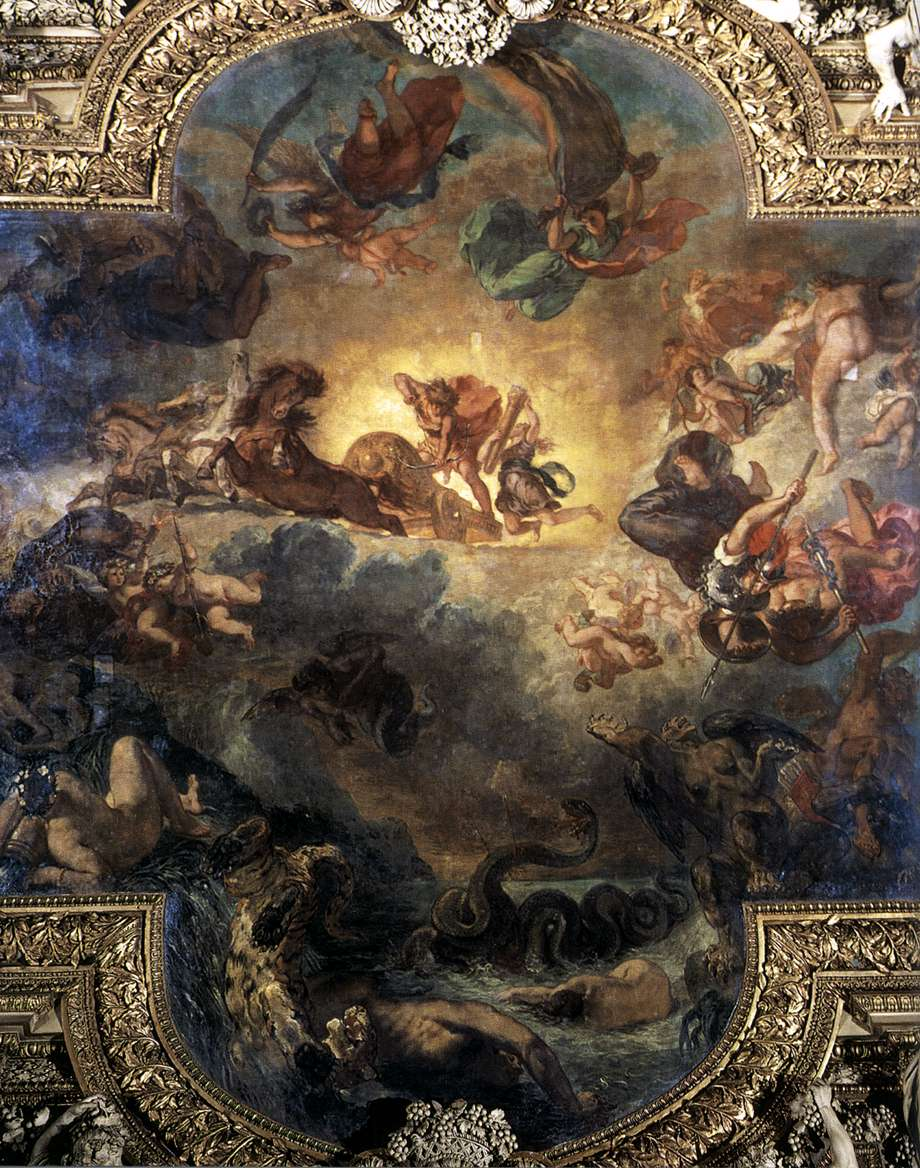
Eugène Delacroix, Apollo vincitore di Pitone, 1850-1851, olio su tela, 800 x 750 cm, Galleria di Apollo, Museo del Louvre, Parigi

Nel frattempo Delacroix ricevette numerose commissioni prestigiose, alternando periodi di alacre attività - persino il suo stile subì un'evoluzione, con cariche espressionistiche maggiori e colori più intensi - a periodi di malattia: nel 1856, infatti, avrebbe contratto una feroce laringite a causa della prolungata esposizione al freddo. Tra le numerose committenze relative a questo periodo, in ogni caso, ricordiamo l'incessante programma di decorazioni murali, che ebbe praticamente fine soltanto alla vigilia della morte.
Dal 1833 al 1837 lavorò al Salon du Roi alla Camera dei Deputati a Palazzo Borbone, mentre nei dieci anni successivi affrescò sia la biblioteca di Palazzo Borbone che quella del Palazzo del Lussemburgo. Nel 1843 decorò la Chiesa di Saint Denis del Santo Sacramento con una grande Pietà e dal 1848 al 1850 fu impegnato nel decorare il soffitto della galleria Apollo al Louvre. Dal 1857 al 1861, invece, intervenne nella Cappella di Agnes a Saint Sulpice. Queste commissioni gli offrirono l'opportunità di dipingere opere di grandi dimensioni, come avevano già fatto in passato i suoi maestri favoriti.
Questo tipo di lavoro, tuttavia, era molto faticoso e la sua salute ne risentì parecchio: fu per questo motivo che nel 1844 acquistò un cottage a Champrosay, così da poter riposarsi in campagna. Dal 1834 al giorno della sua morte sarebbe stato affettuosamente curato dalla sua governante, Jeanne-Marie le Guillou, donna che avrebbe dato grande serenità e vigore creativo al pittore, che poté così lavorare instancabilmente sino agli ultimissimi anni. Eugène Delacroix, infine, morì a Parigi il 13 agosto 1863; venne sepolto nel cimitero di Père-Lachaise.

## Stile

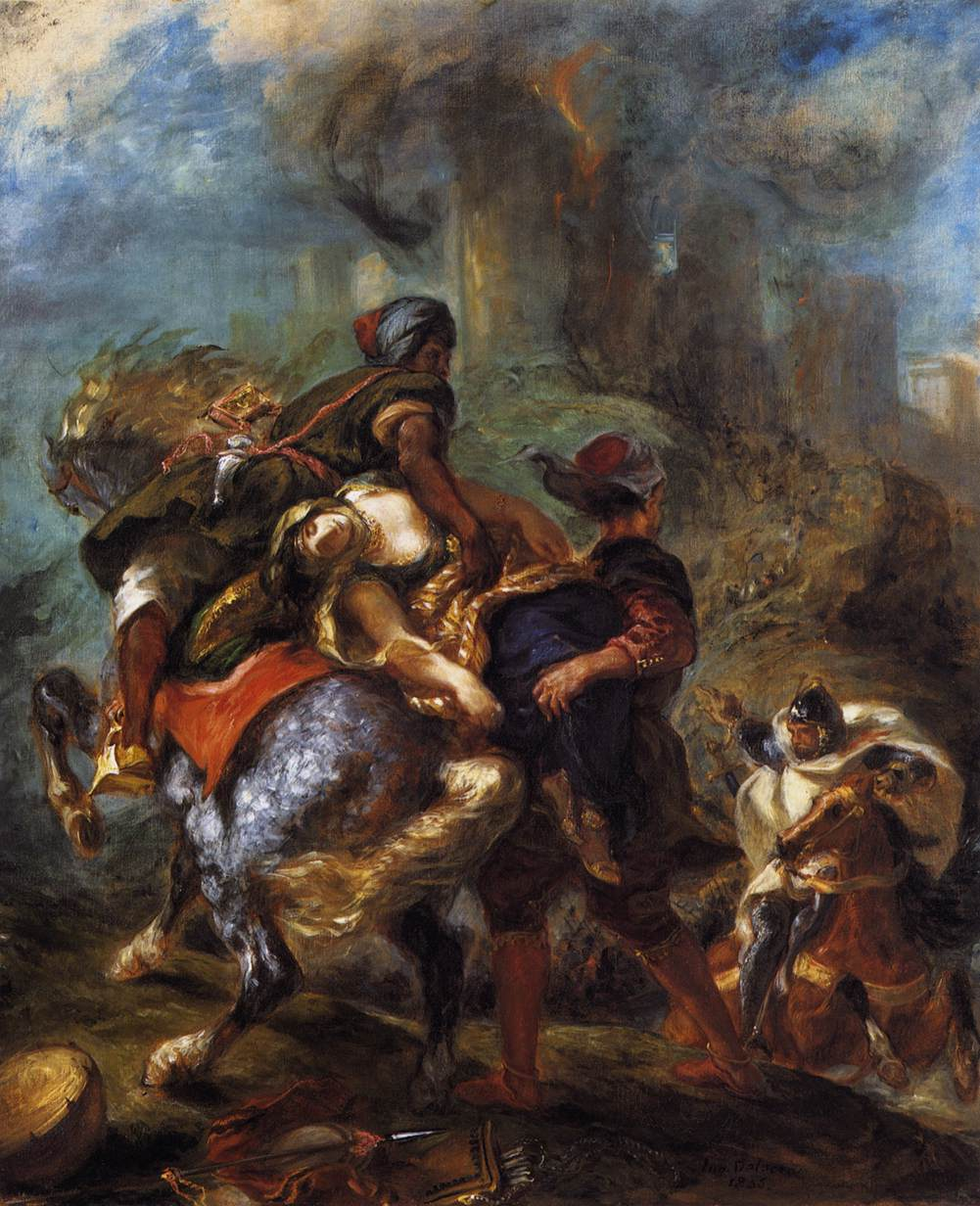
Eugène Delacroix, Il rapimento di Rebecca (1846); olio su tela, 100,3×81,9 cm, Metropolitan Museum of Art, New York

È lo stesso Delacroix a raccontare la propria missione pittorica in un'annotazione sul proprio diario datata 1º luglio 1854:
(Eugène Delacroix)
In tal senso, Delacroix è considerato il maggiore pittore romantico francese, a tal punto da guadagnarsi l'appellativo di «Principe dei Romantici». Come egli stesso chiarisce in un appunto, i suoi modelli non furono tanto gli artisti classici, quanto la pittura del XVI secolo:
(Eugène Delacroix)

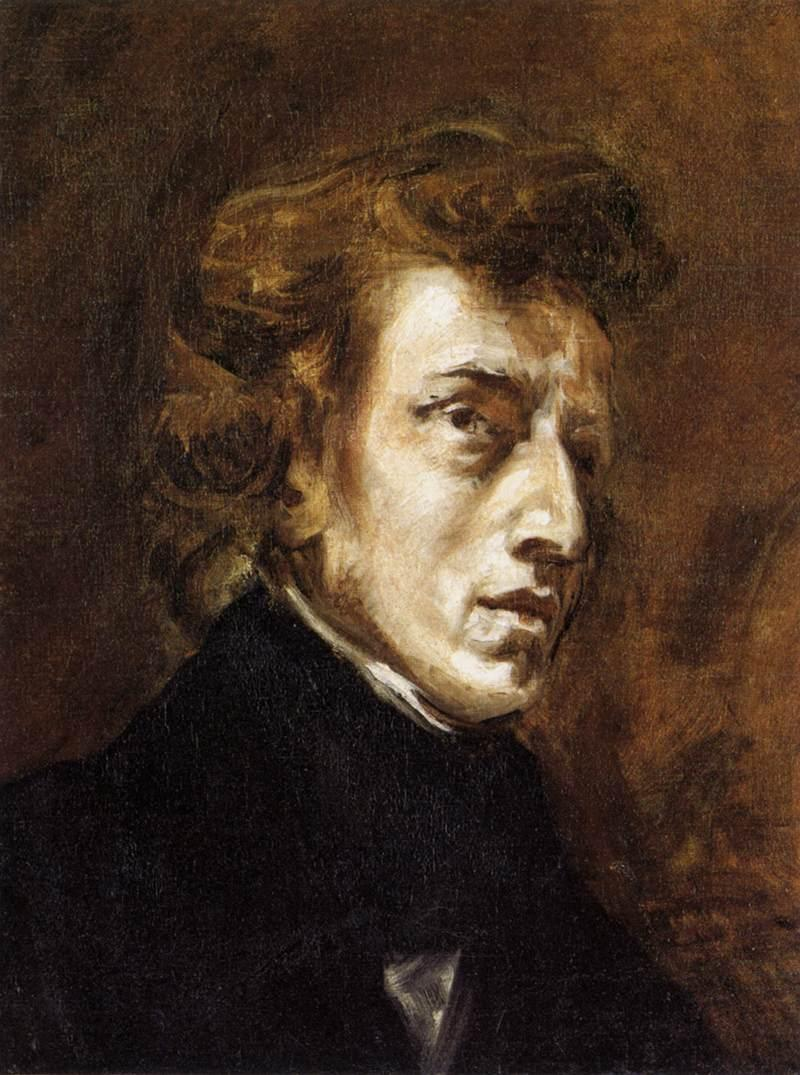
Eugène Delacroix, Ritratto di Chopin, 1838, olio su tela, Museo del Louvre, Parigi

Contrariamente al suo principale rivale Ingres, che ricercava nelle proprie opere il perfezionismo tipico dello stile neoclassico, Delacroix pose maggiore enfasi sul colore e sul movimento piuttosto che sulla nitidezza dei profili e sulla perfezione delle forme. Le opere di Delacroix, rese con pennellate immediate, rapide e fortemente espressive, sono caratterizzate da una grande impetuosità creativa che coinvolge emotivamente lo spettatore, che in questo modo è in grado di vivere con grande trasporto la potenza drammatica della scena effigiata.
Per raggiungere il massimo grado di luminosità e trasparenza, inoltre, Delacroix accostava con grande maestria i colori primari puri con i rispettivi complementari, attuando un'esaltazione cromatica che trascendeva il tipo di tavolozza utilizzata, la quale poteva contemplare a seconda dell'opera sia colori puri che smorti. Si trattò di un'intuizione coltivata già durante il viaggio in Nord Africa, e destinata ad avere grandissima risonanza nei futuri indirizzi dell'arte impressionista. «Dipingiamo tutti come Delacroix», avrebbe commentato Cézanne, uno tra i tanti estimatori di Delacroix: difatti, quest'ultimo finì per influenzare numerosi altri artisti delle generazioni successive, primi tra tutti Van Gogh, Manet, Degas, Odilon Redon, e, ancora, Cézanne, Matisse, Kandinskij e Gauguin. Di Delacroix questi artisti ammirarono anche il tocco «sfiocchettato», mentre la rapidità d'esecuzione e la violenza degli sfondi dei suoi dipinti preludono agli studi della pittura fauve, espressionista e persino astratta.
Del Romanticismo, insomma, Delacroix incarnò la passione per l'esotismo, lo slancio creativo, la forte fascinazione per le «sublimi forze» della natura e le loro manifestazioni spesso violente, la rivalutazione del Medioevo (rivissuto attraverso gli scritti di Lord Byron e di Walter Scott) e l'insofferenza agli schematismi accademici, da lui ritenuti inadeguati e mortificanti. Spinto dalla volontà di sperimentare nuovi territori e di ampliare il proprio percorso professionale Delacroix sperimentò tutti i generi e tutte le tecniche: egli, infatti, trattò temi mitologici, letterari, storici, militari, ritratti, nature morte e paesaggi, ed impiegò la decorazione murale, i quadri di cavalletto, l'olio, l'affresco, il pastello e l'acquerello. Ebbene, Delacroix nella sua produzione rivelò sempre la volontà di conciliare creatività individuale, personalità e sentimenti, rompendo con i dogmatismi accademici e «liberando l'immaginazione», in piena linea con le sue idee estetiche secondo cui «la prima qualità di un quadro è di essere una gioia per l’occhio».

## Produzione artistica

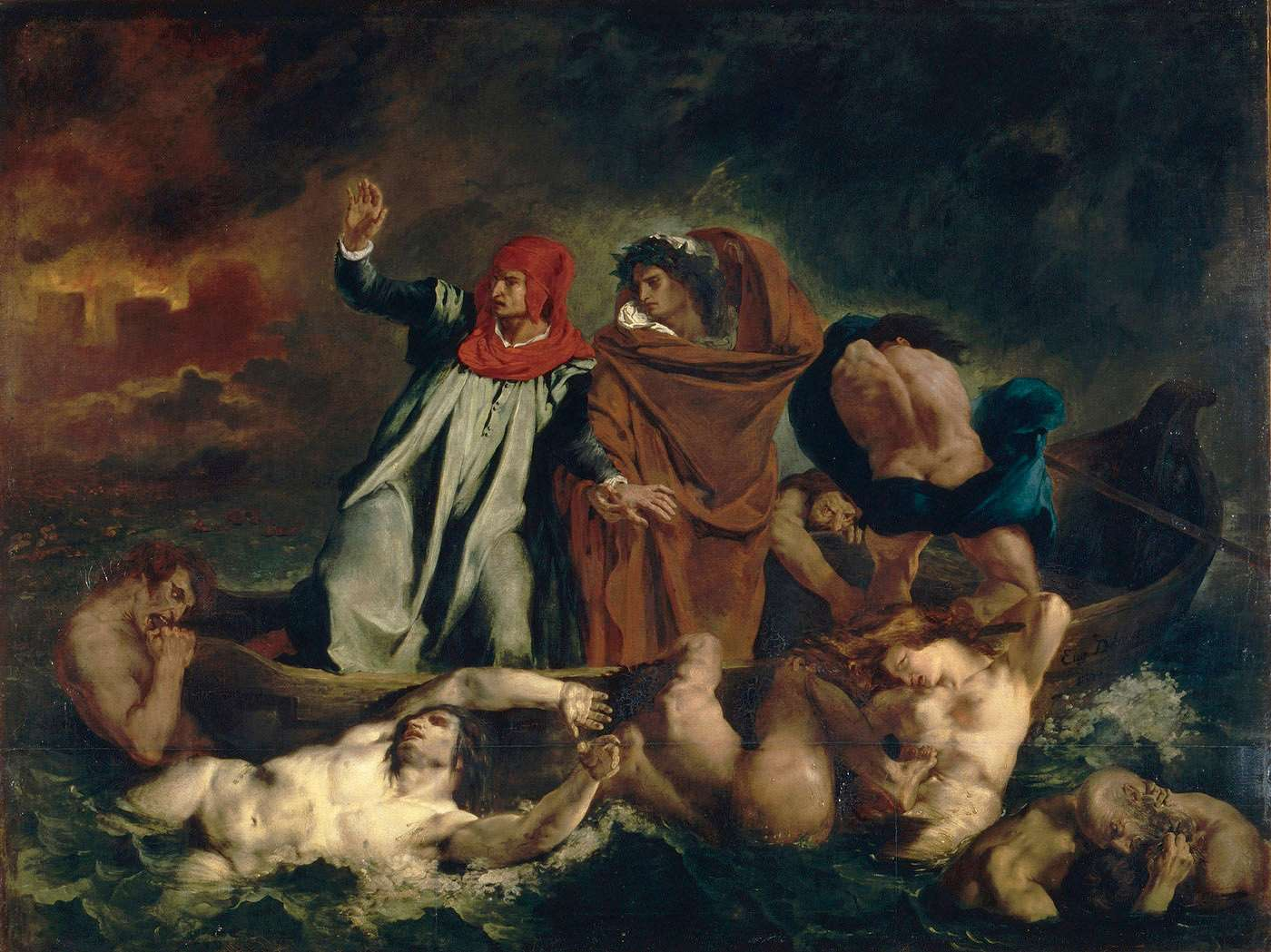
Eugène Delacroix, La barca di Dante (1822); olio su tela, 189×246, museo del Louvre, Parigi

L'immensa produzione di Delacroix, che conta ben 1968 numeri del catalogo del Robaut, nel 1931 è stata oggetto degli studi di René Schneider e Jean Alazard, che ne hanno proposto una suddivisione in quattro distinte fasi artistiche. Riportiamo questa quadripartizione di seguito:
Infine, [nel]la quarta fase il D. si rivela grande decoratore e sempre attratto dalla maestà del mondo greco e romano, che anche qui fa scendere dal piedistallo per farlo bruciare con la sua febbre. E ancora a Dante chiede la visione dei suoi Campi Elisi per la cupola del Lussemburgo»
(René Schneider, Jean Alazard)

## Opere

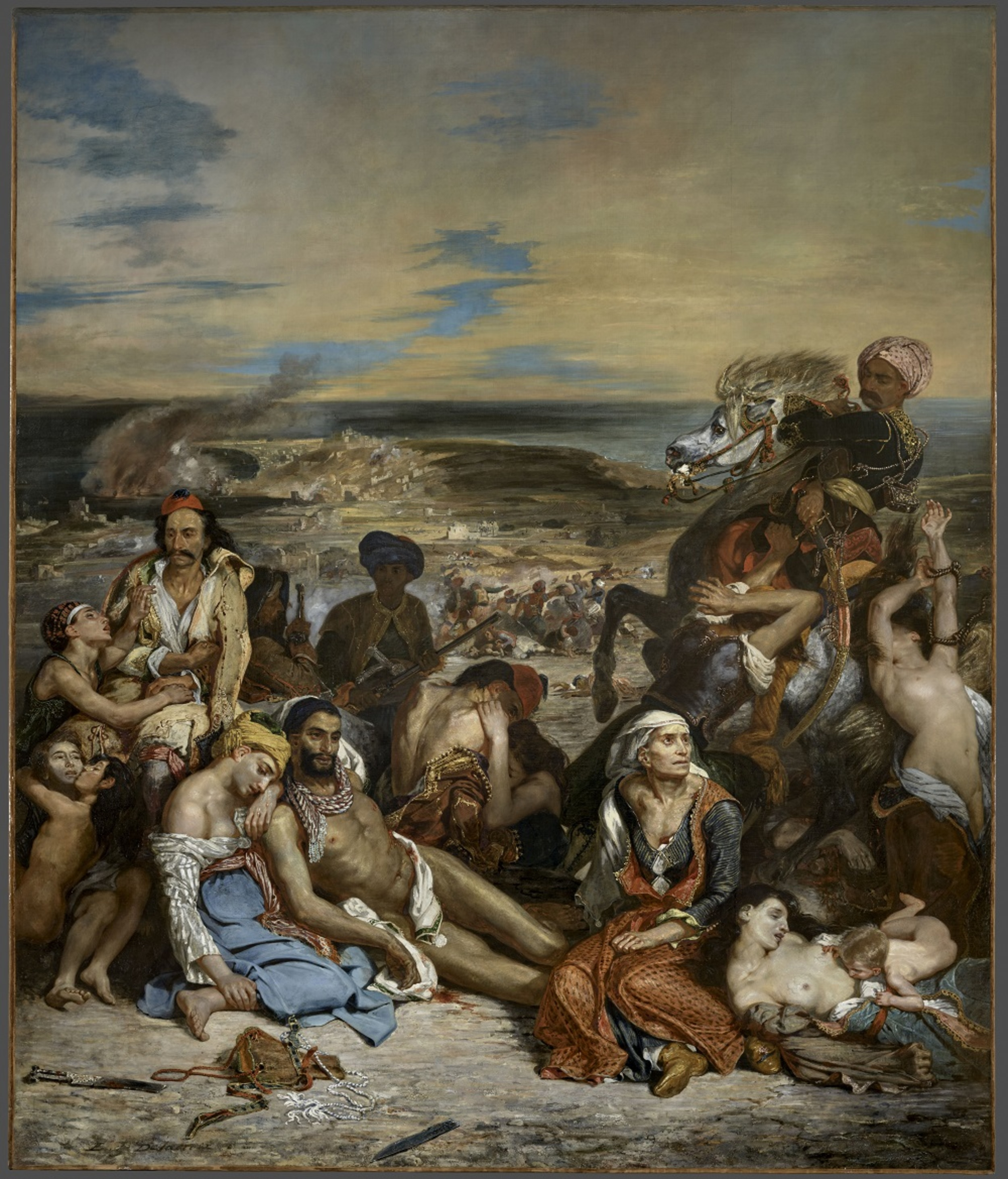
Il massacro di Chio, (1824)
La Libertà che guida il popolo (1830), museo di Louvre, Parigi.
Donne di Algeri nei loro appartamenti, (1834), museo di Louvre, Parigi.
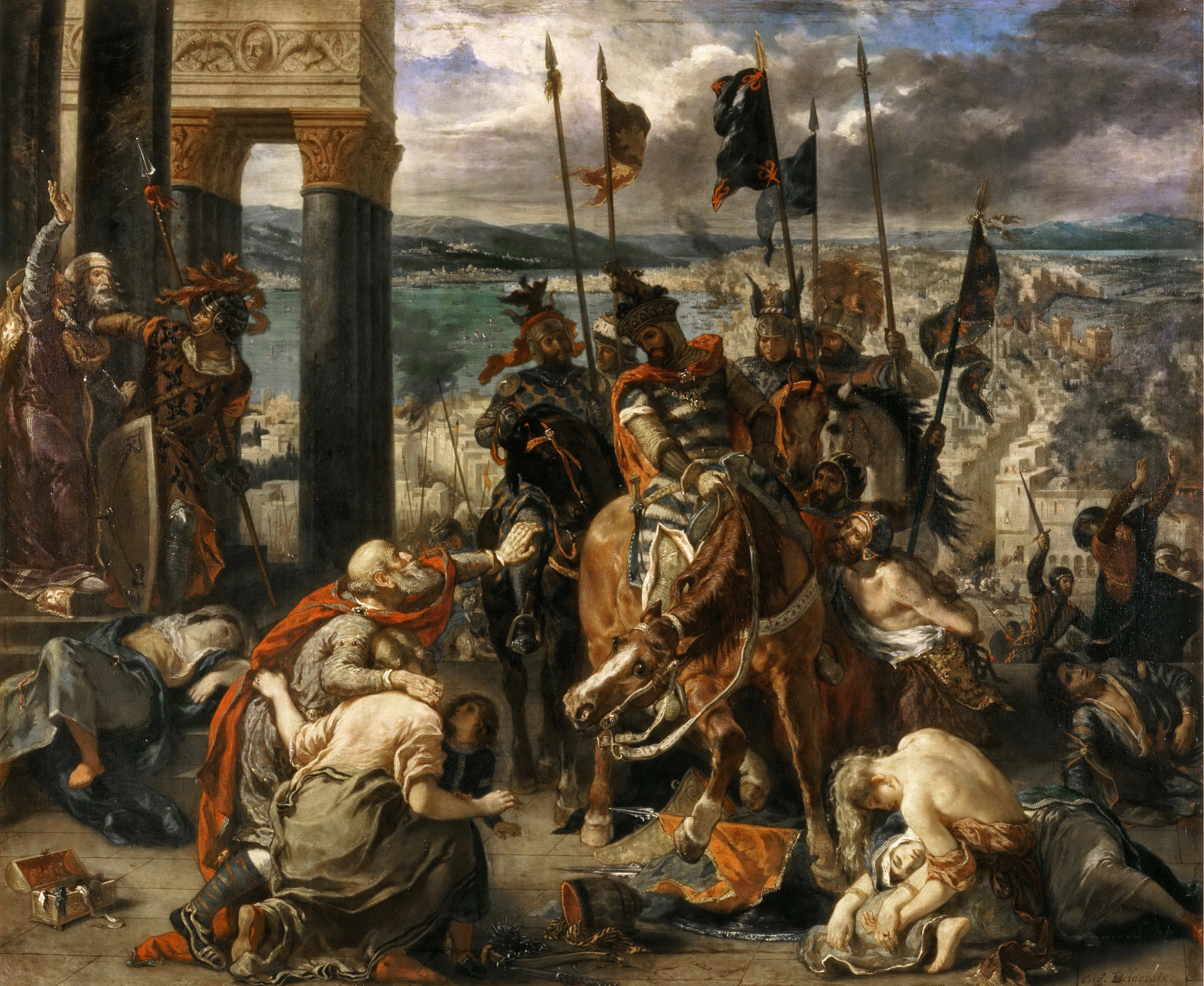
La presa di Costantinopoli da parte dei Crociati, (1840), museo di Louvre, Parigi.
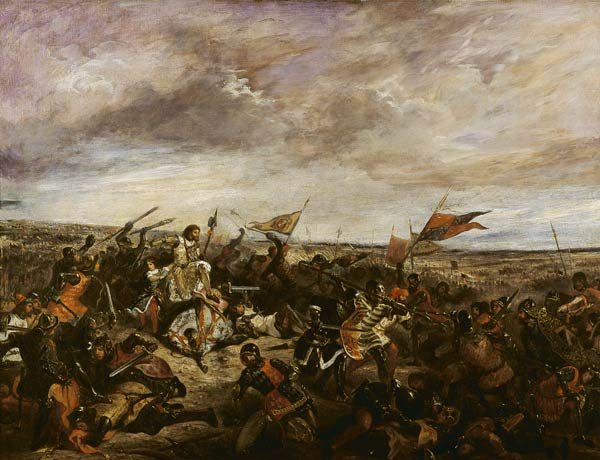
Battaglia di Poitiers, (1830), museo di Louvre, Parigi.
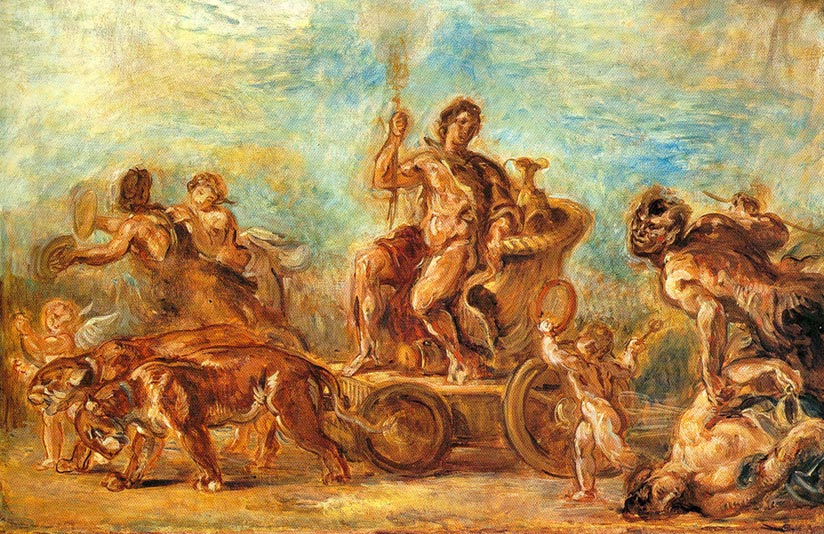
Trionfo di Bacco, (1861).
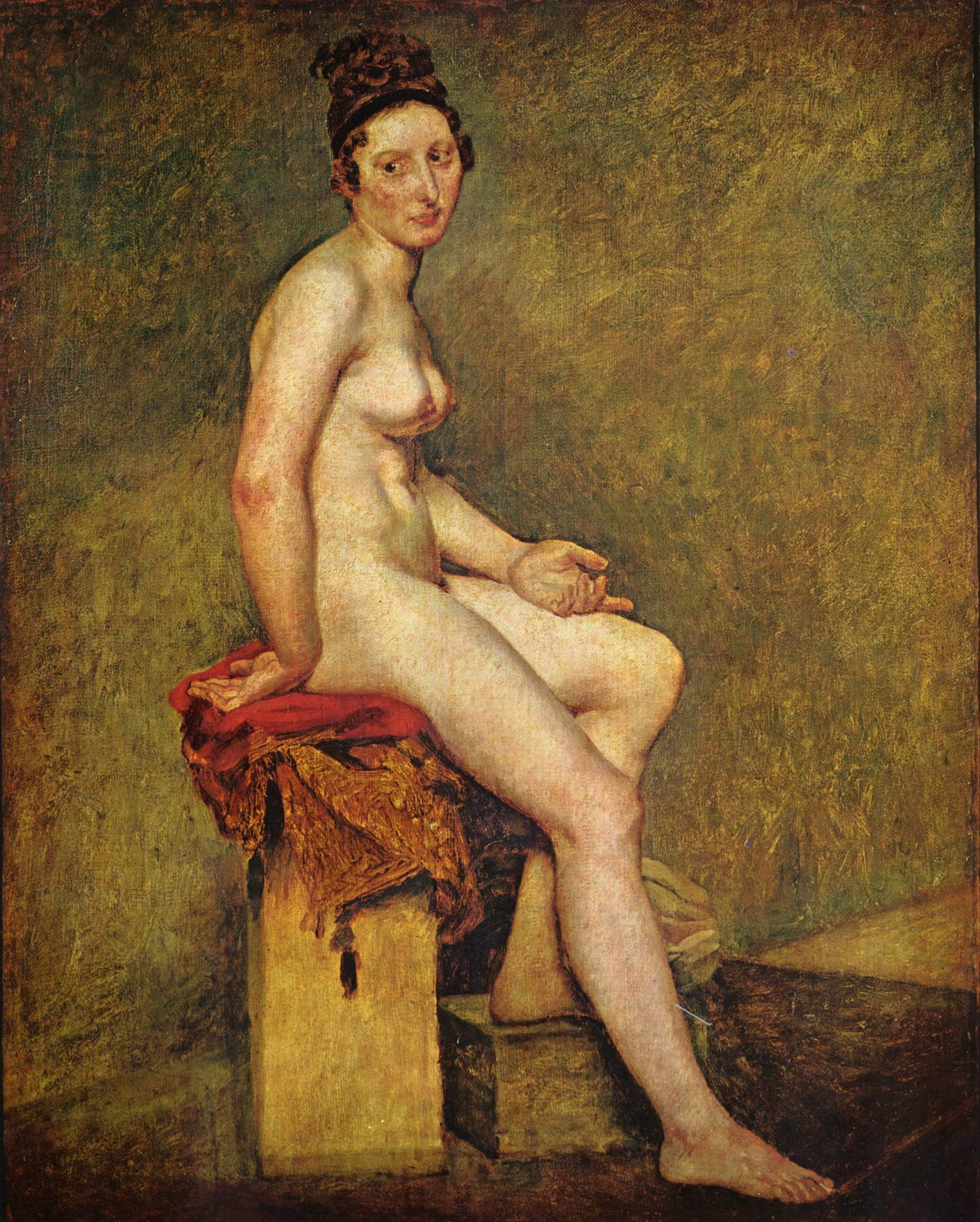
Mademoiselle Rose, 1817–1824, Louvre.
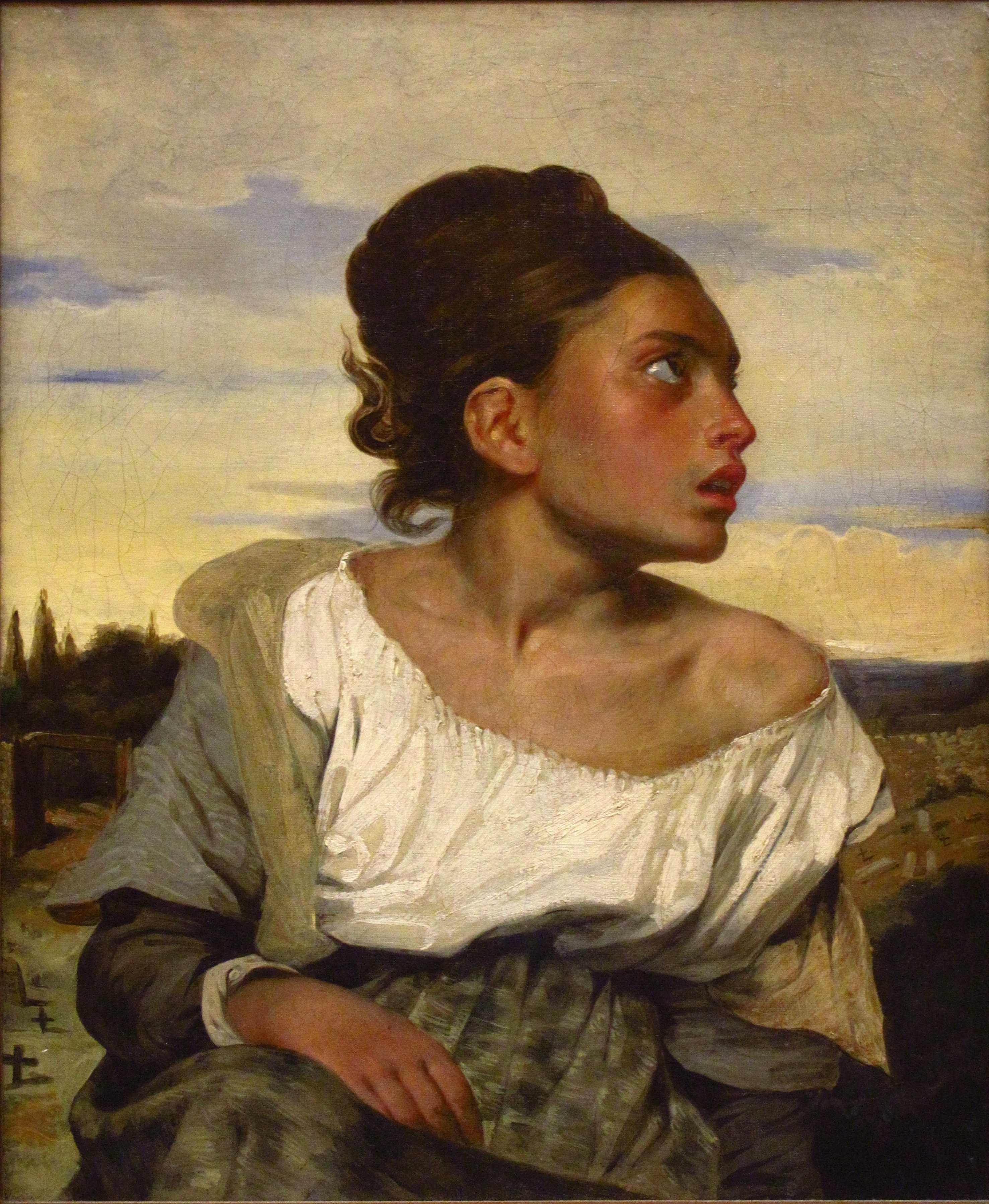
Ragazza orfana al cimitero, 1823, Louvre.
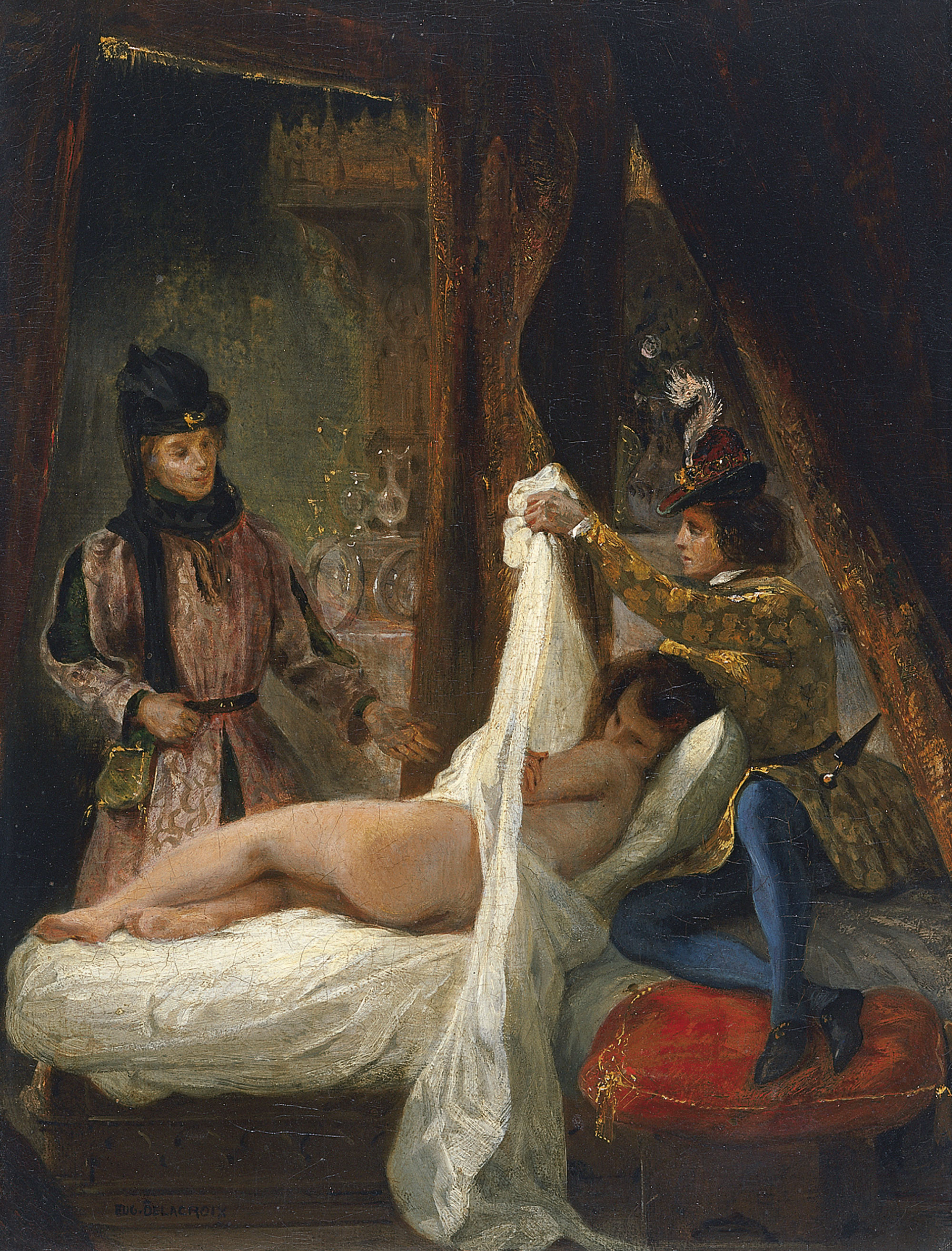
Luigi d'Orleans mostra la sua amante, c. 1825-26, Collezione Thyssen-Bornemisza, Madrid.
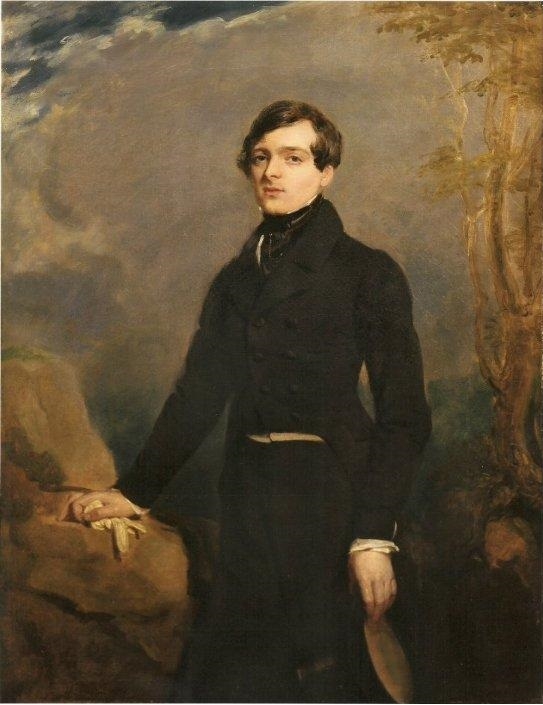
Charles Étienne Raymond Victor de Verninac, nipote del pittore, c. 1825-26, collezione privata.
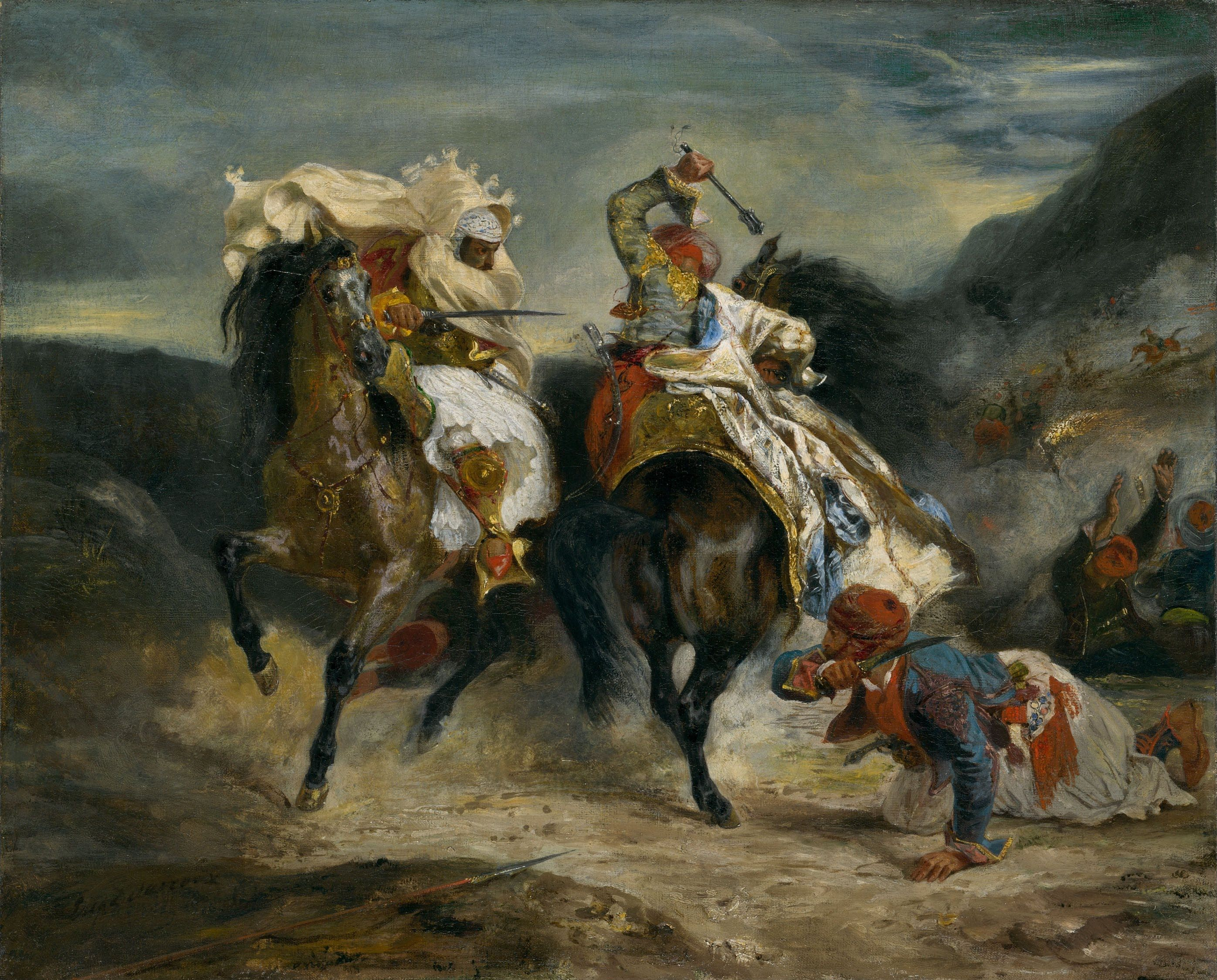
Il combattimento di Giaour e Hassan, 1826, Art Institute of Chicago.
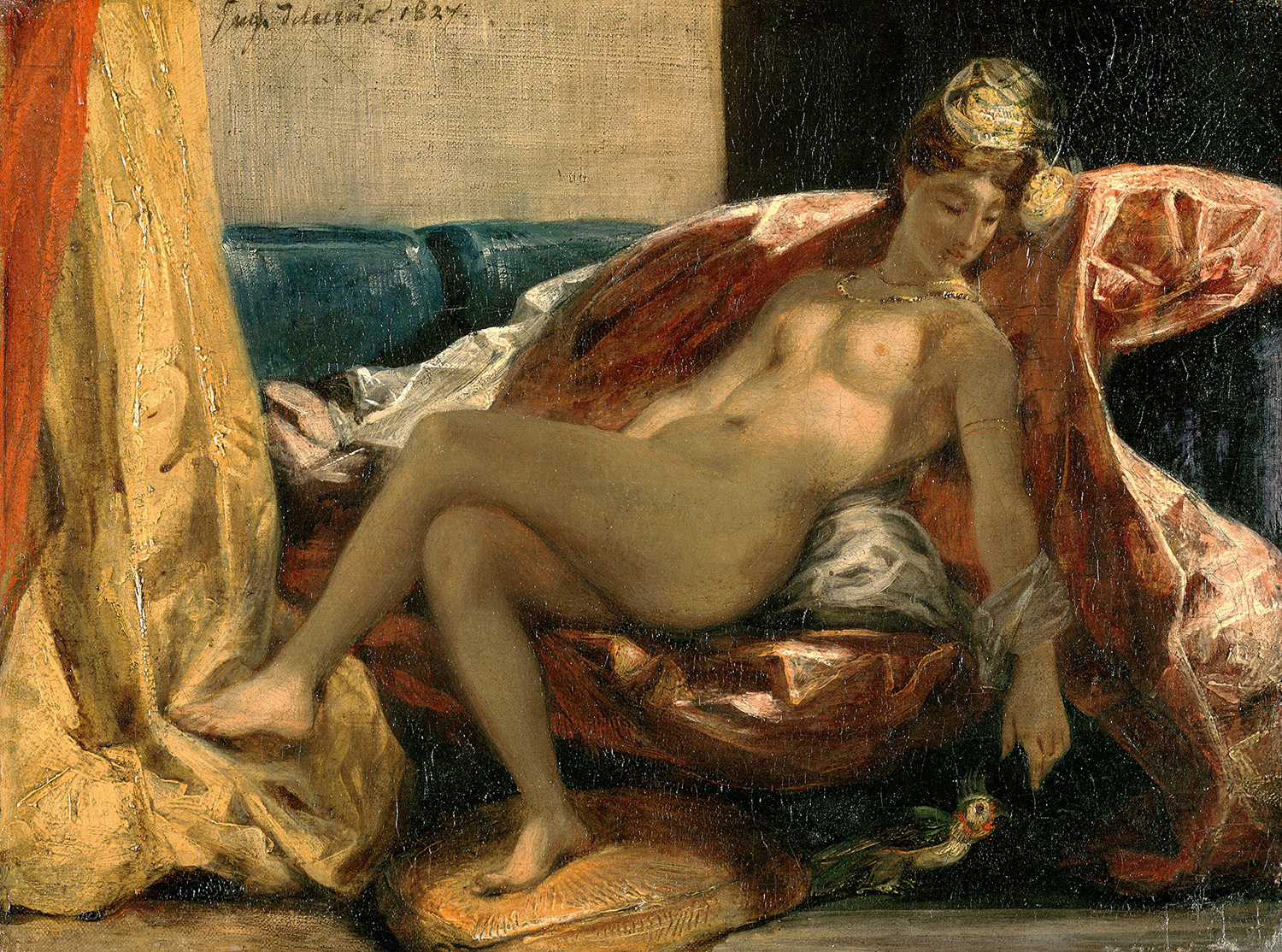
Donna con un pappagallo, 1827, Museo delle Belle Arti di Lione.
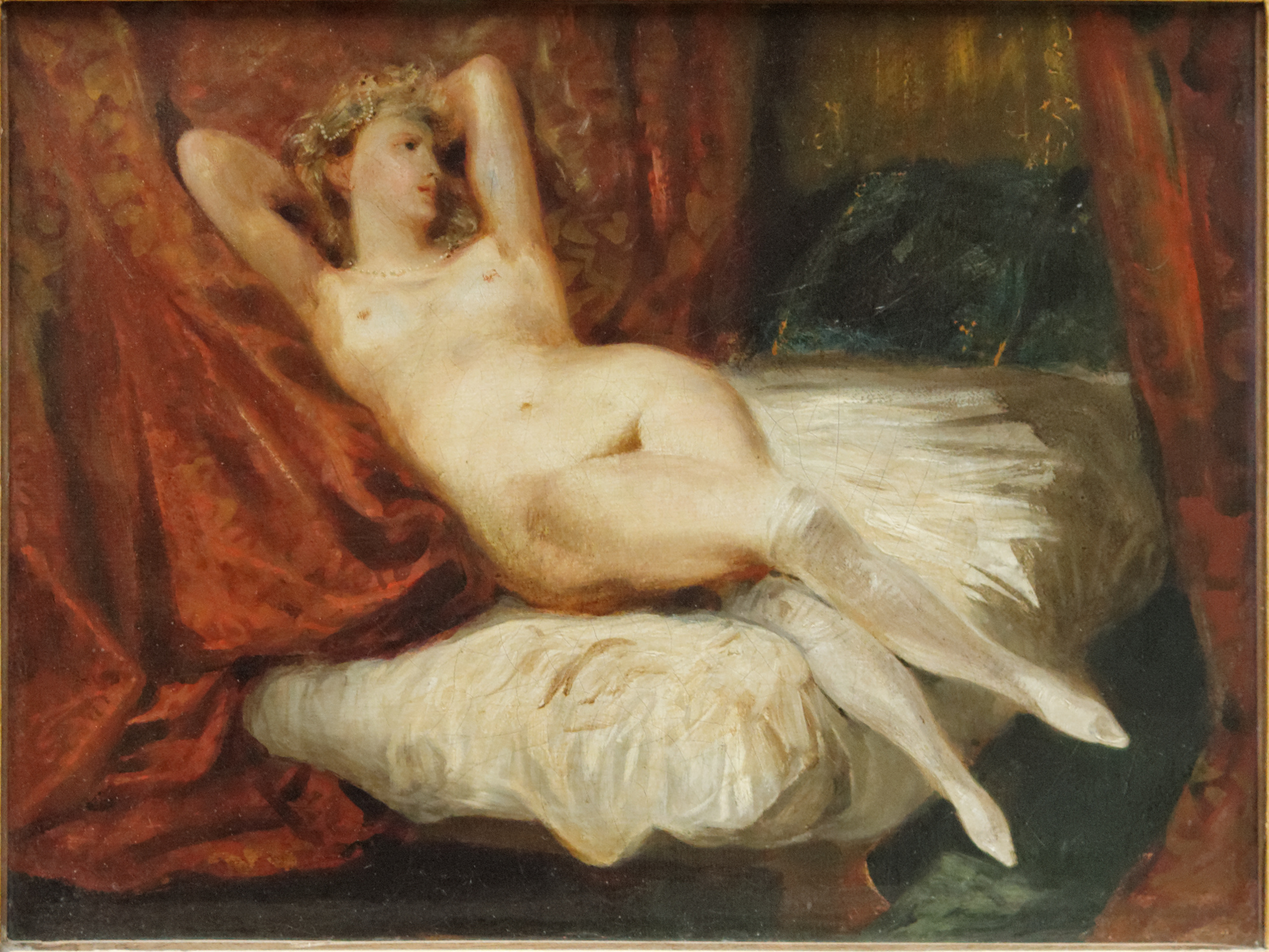
La Femme aux bas blancs, 1825–1830, Louvre.
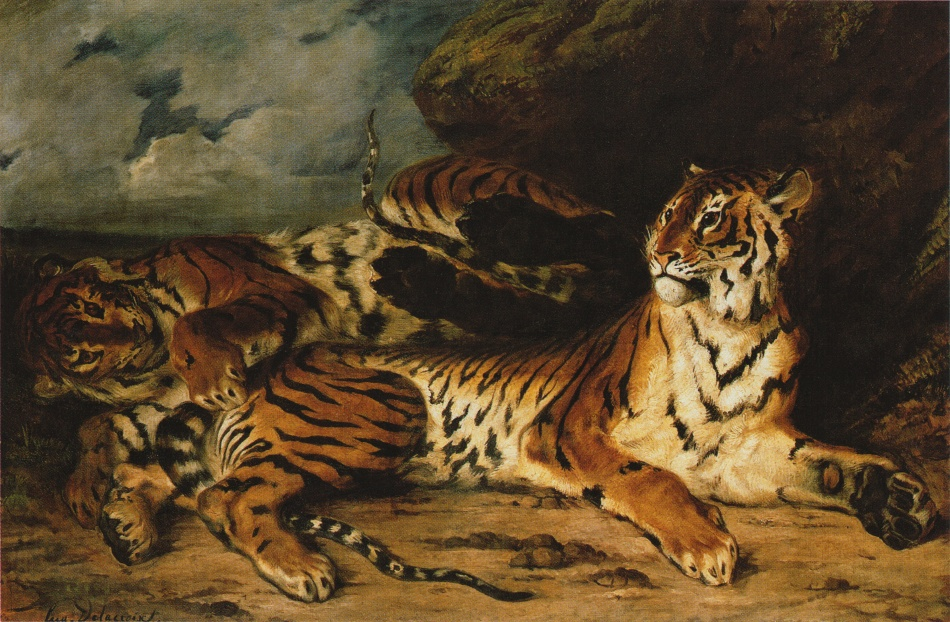
Giovane tigre che gioca con sua mamma, 1830, Louvre.
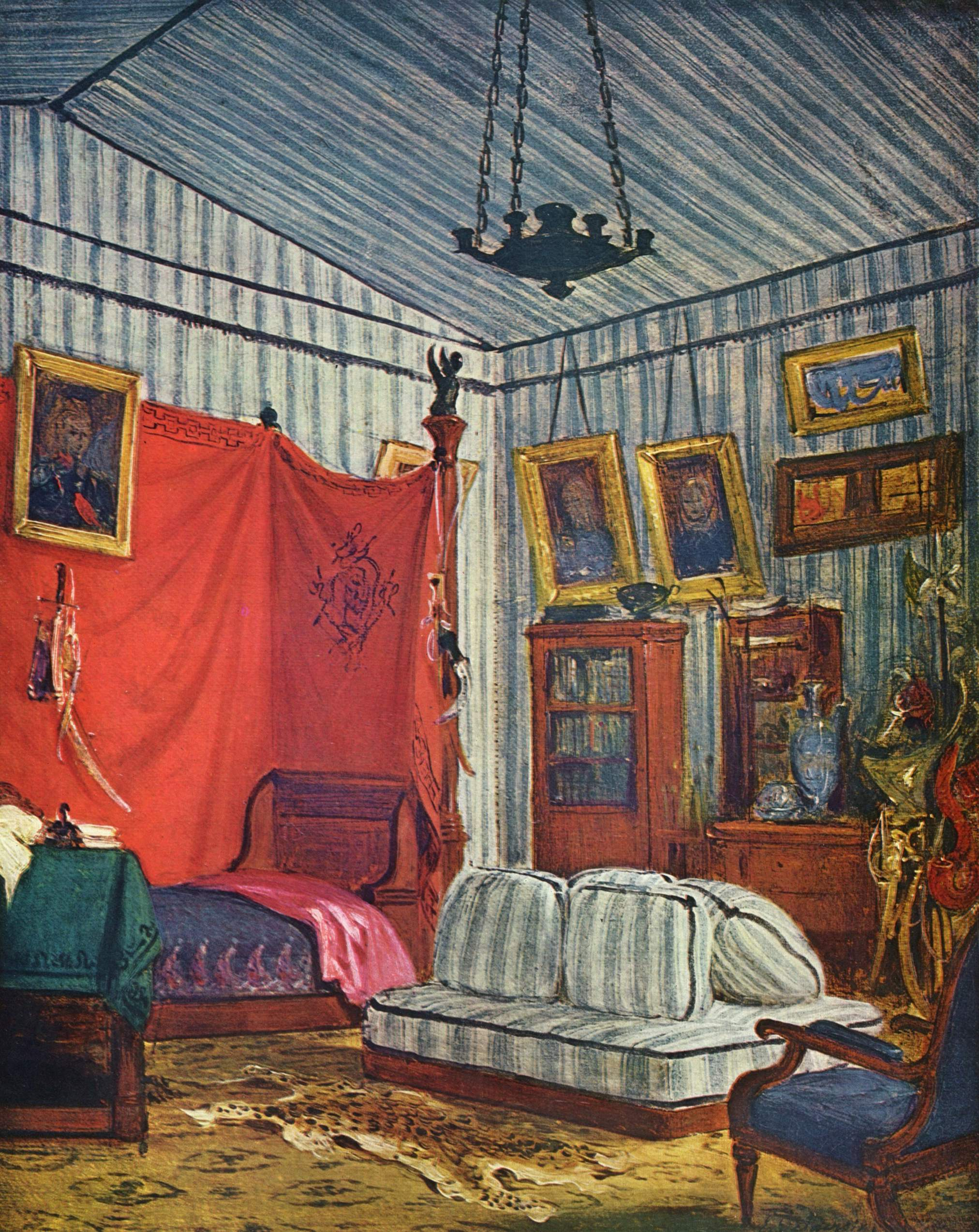
L'appartamento del Duca di Morny, 1831–1833, Louvre.
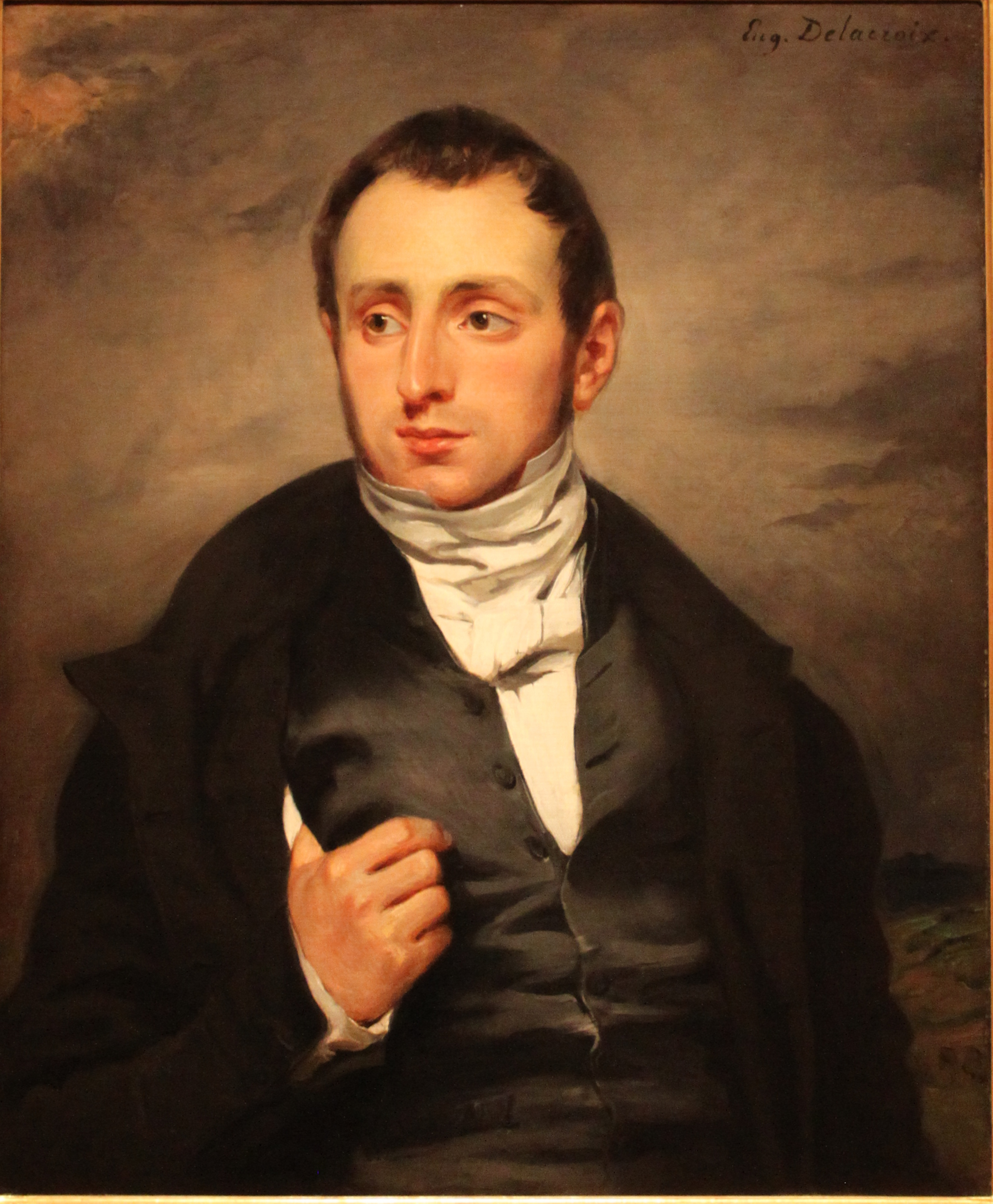
Ritratto di Dr. François-Marie Desmaisons, 1832–33, Detroit Institute of Arts.
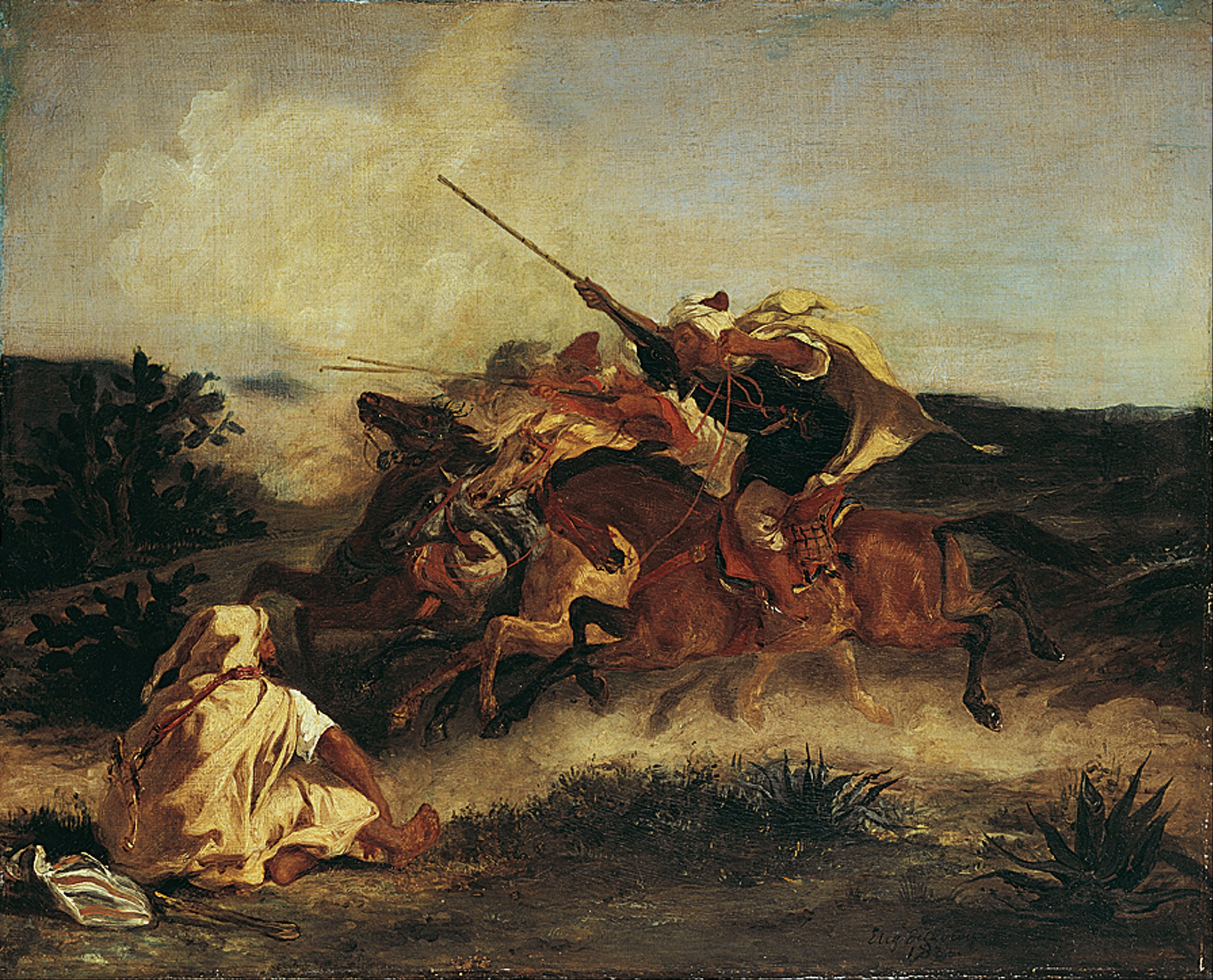
Fantasia Araba, 1833. Frankfurt, Städel Museum.
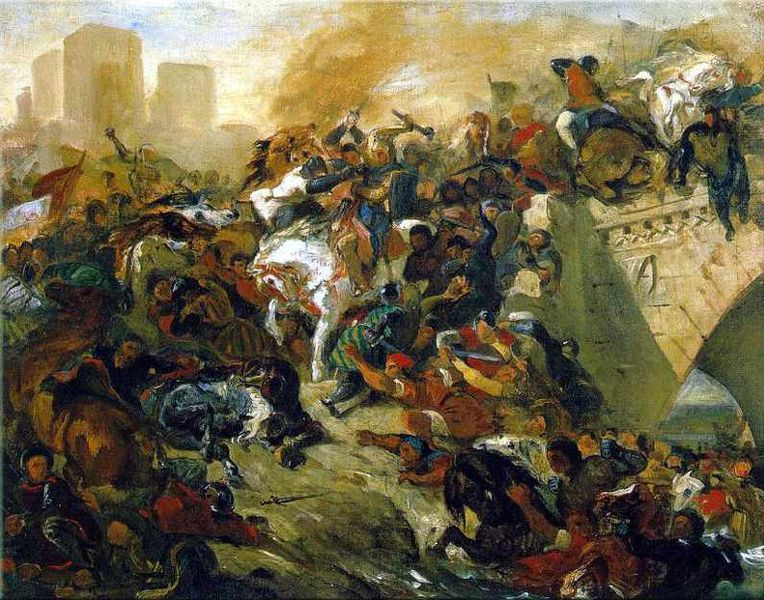
La battaglia di Taillebourg (bozza), 1834–35, Louvre.
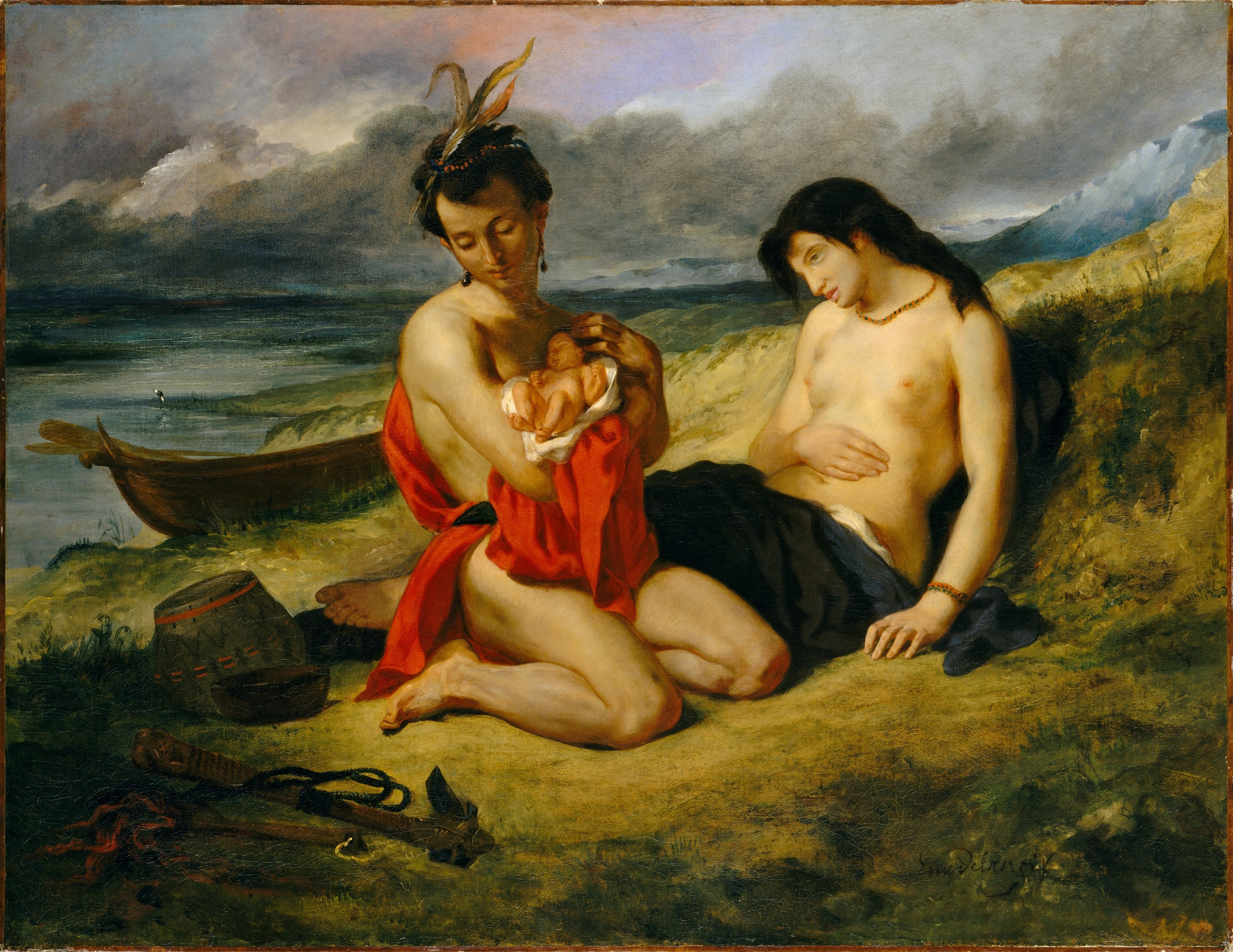
I Natchez, 1835, Metropolitan Museum of Art, New York.
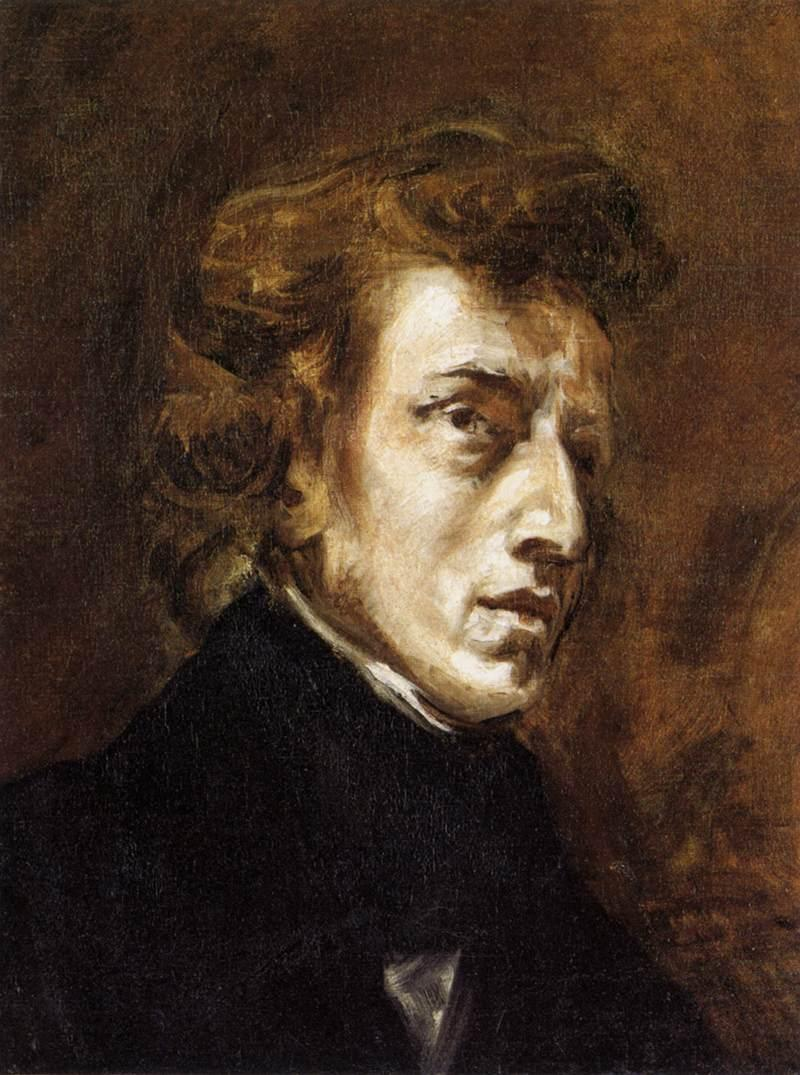
Frédéric Chopin, 1838, Louvre.
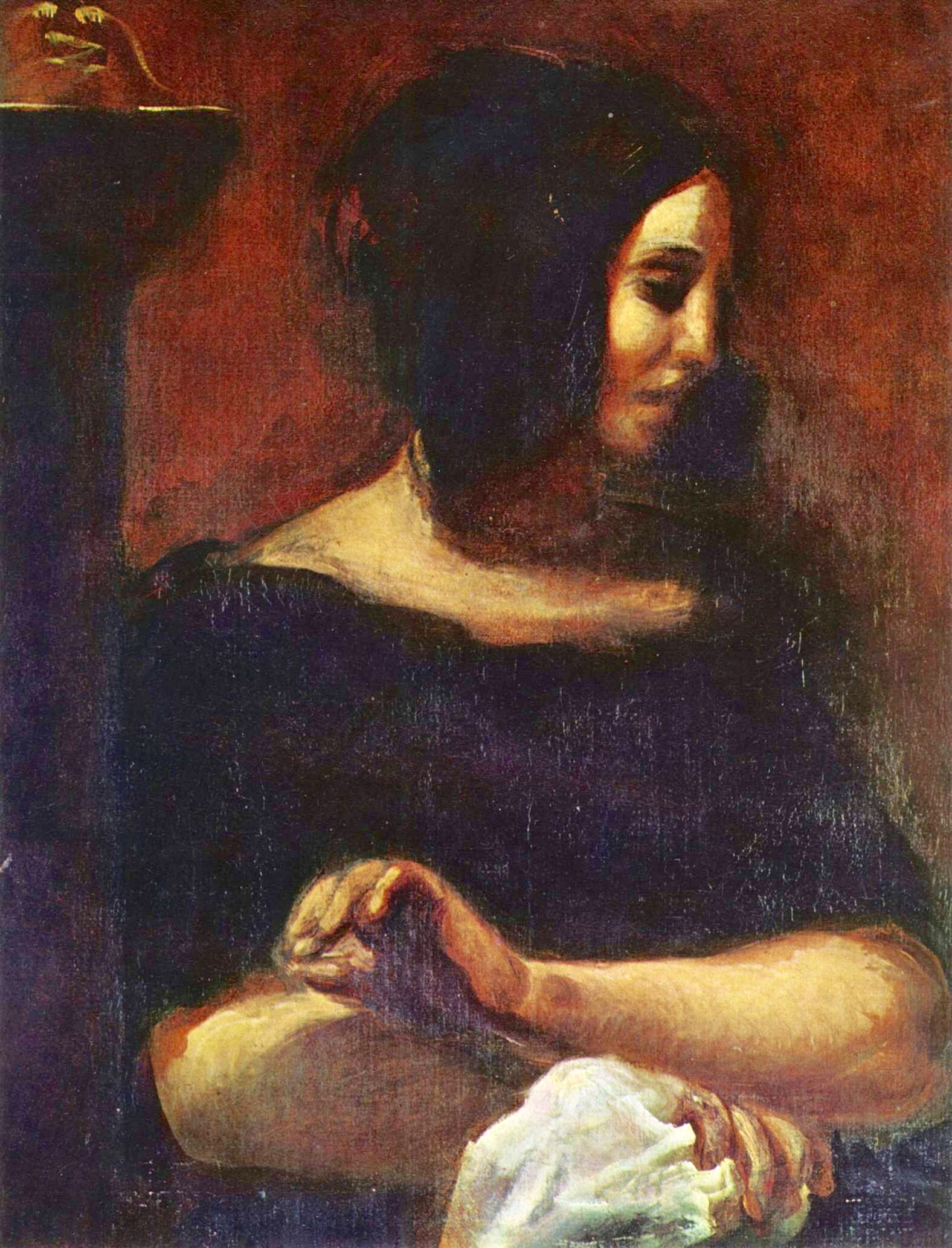
George Sand, 1838, Ordrupgaard-Museum.
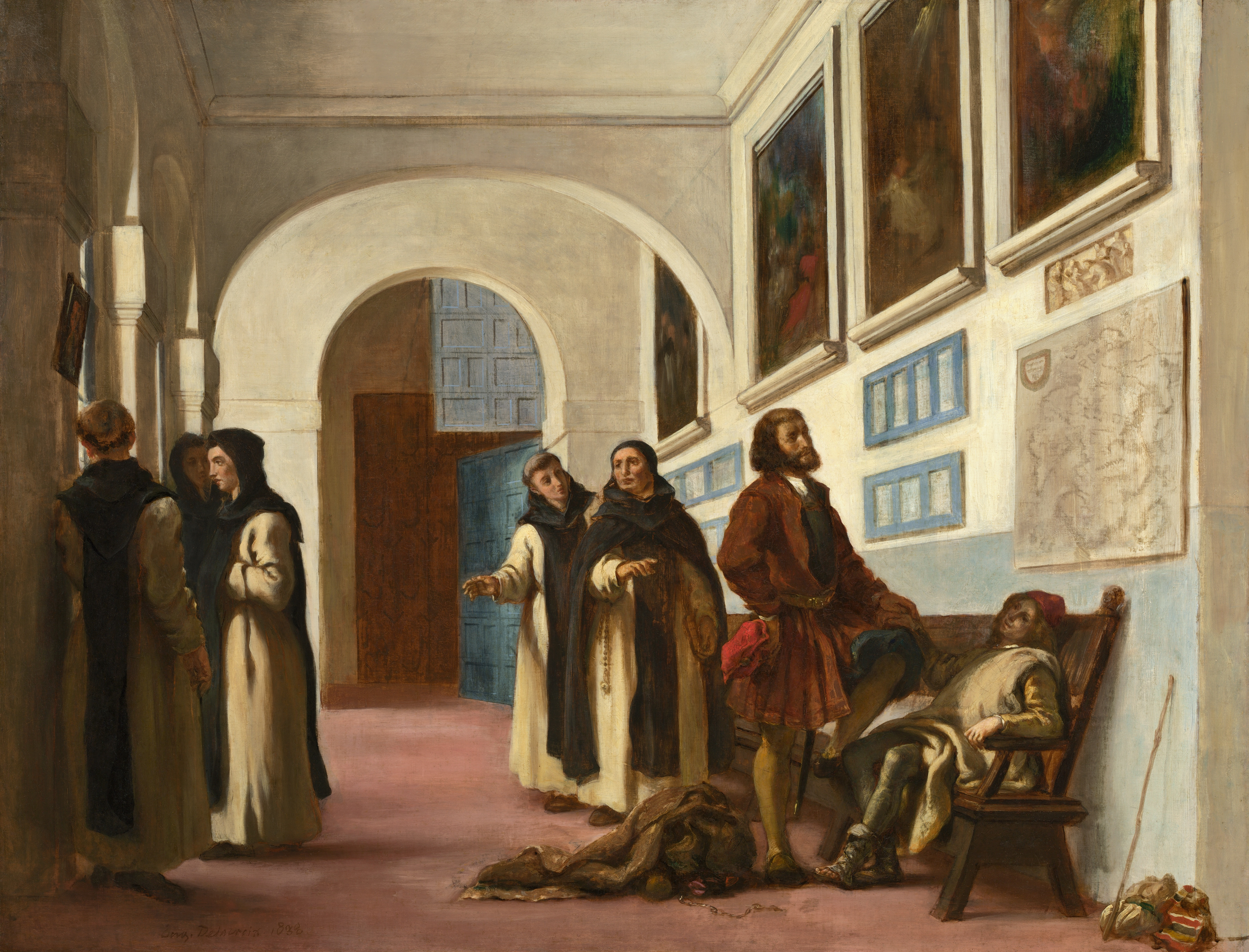
Cristoforo Colombo e suo Figlio a la Rábida, 1838, National Gallery of Art.
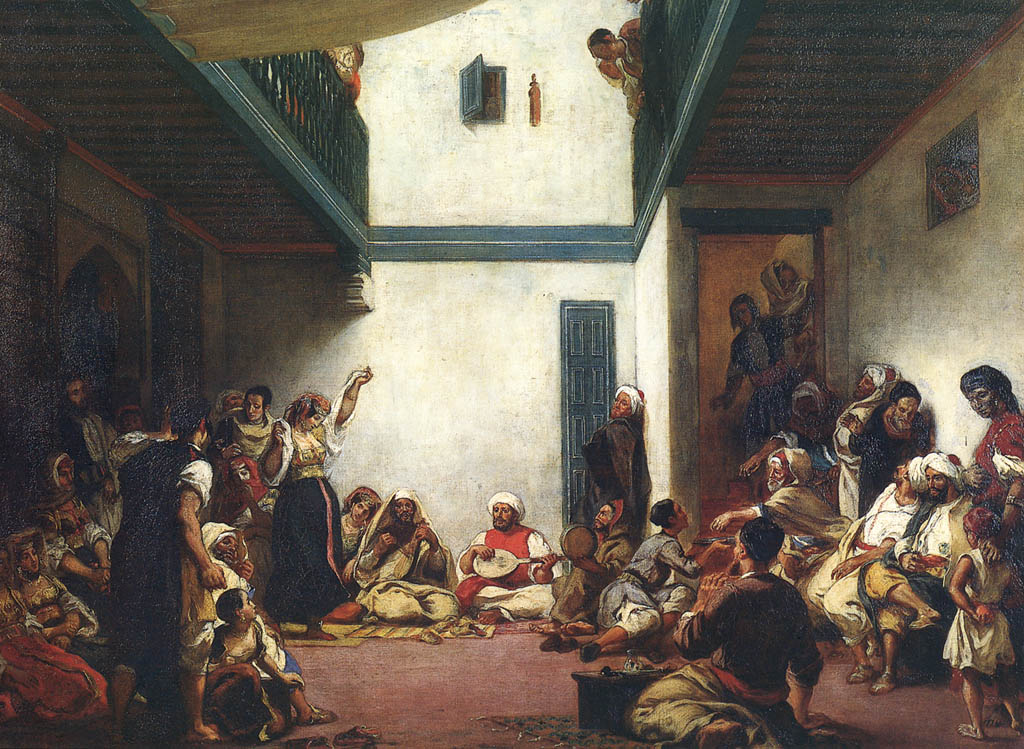
Matrimonio ebraico in Marocco, c. 1839, Louvre.
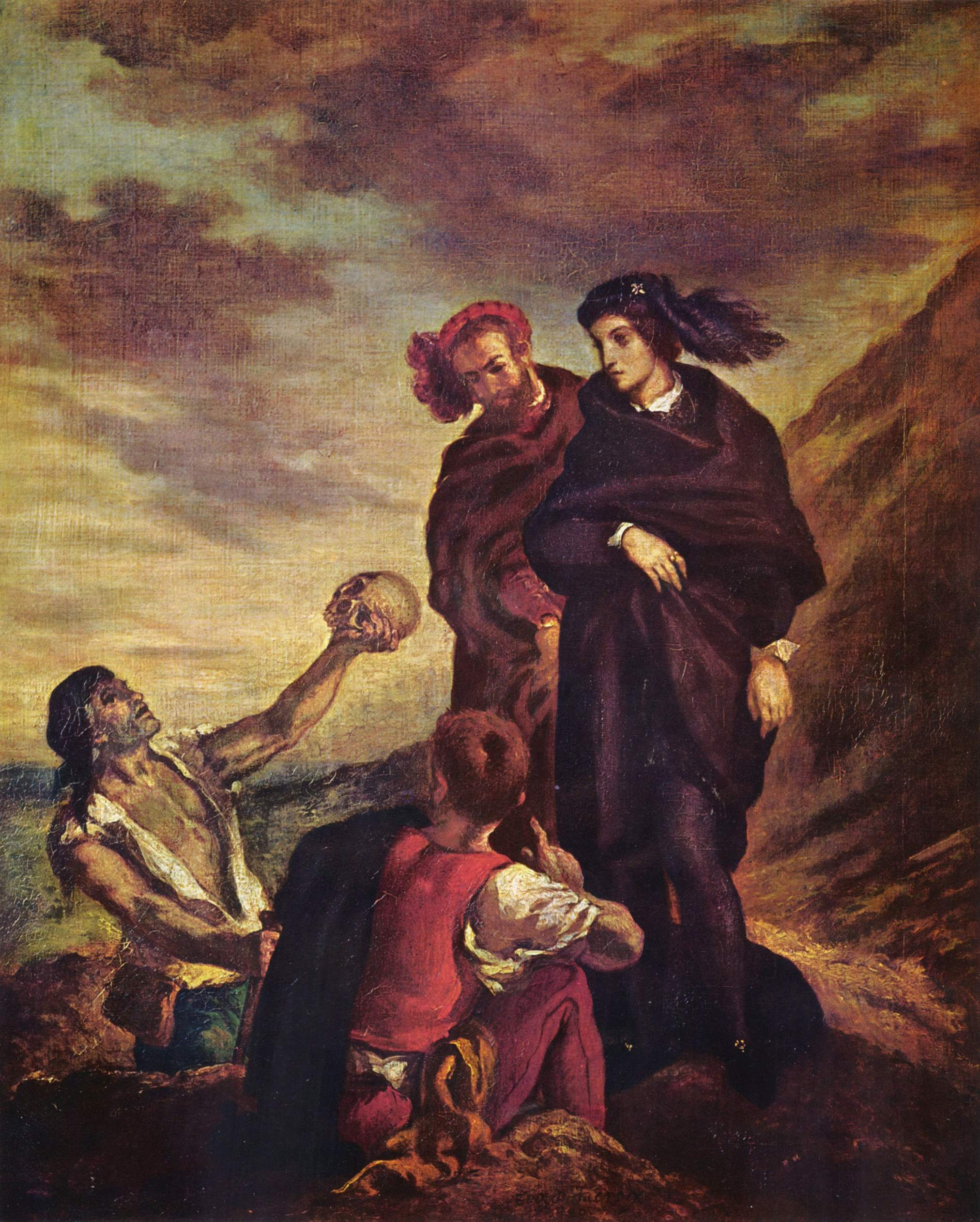
Hamlet con Horatio, (scena del becchino), 1839, Louvre.
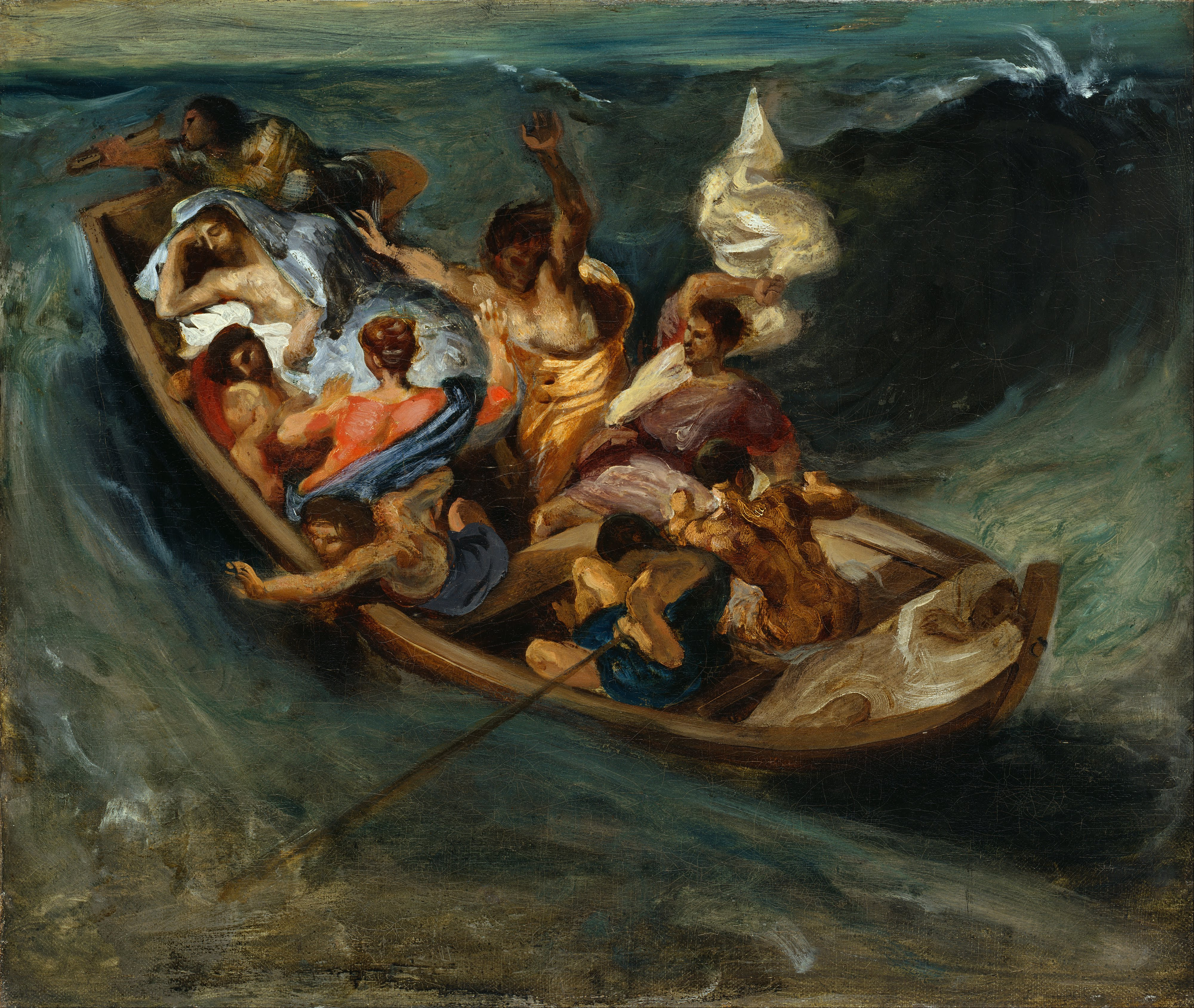
Cristo sul mare di Galilea, 1841, Museo d'arte Nelson-Atkins.
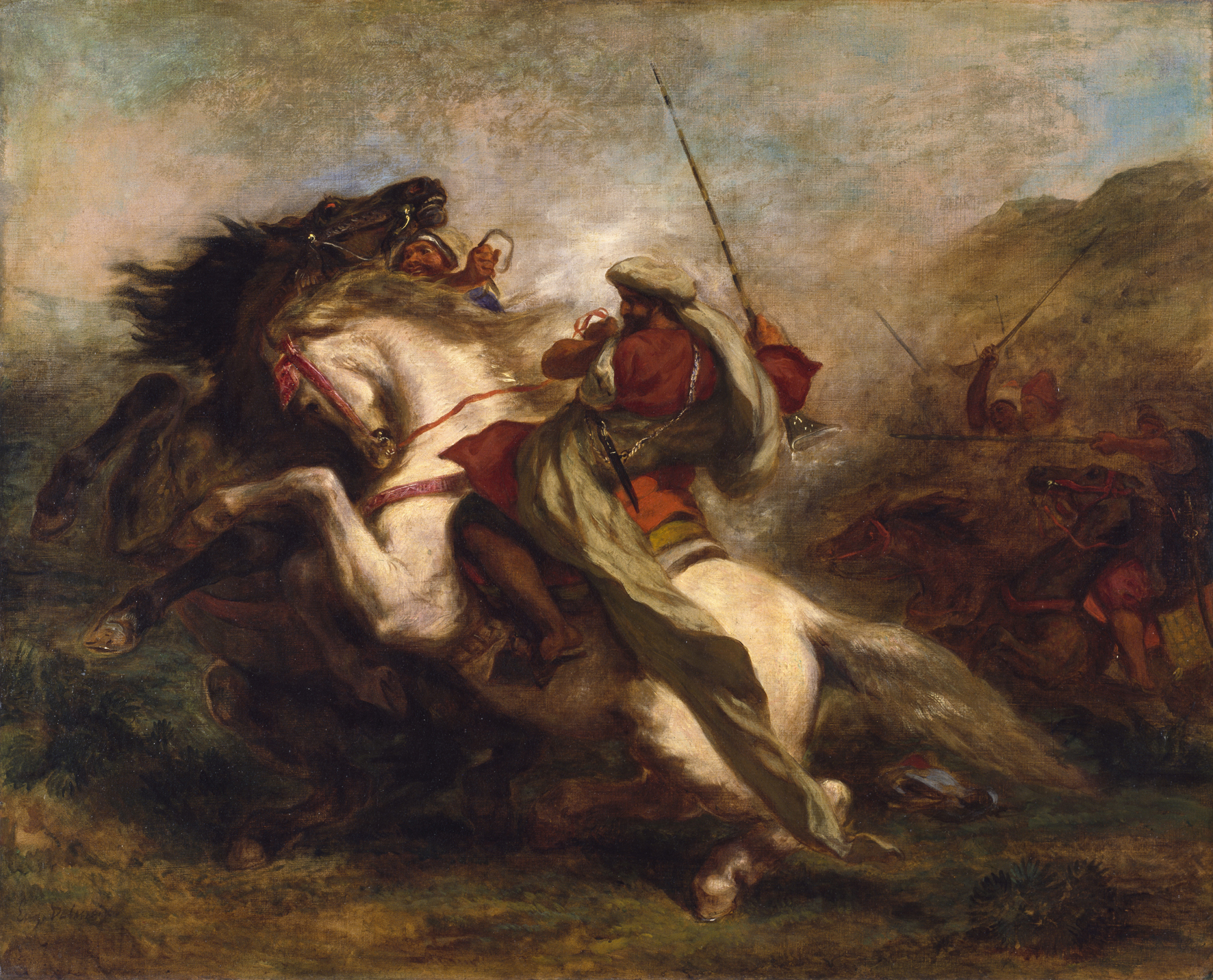
Collisione di cavalieri mori, 1844, Walters Art Museum, Baltimora.
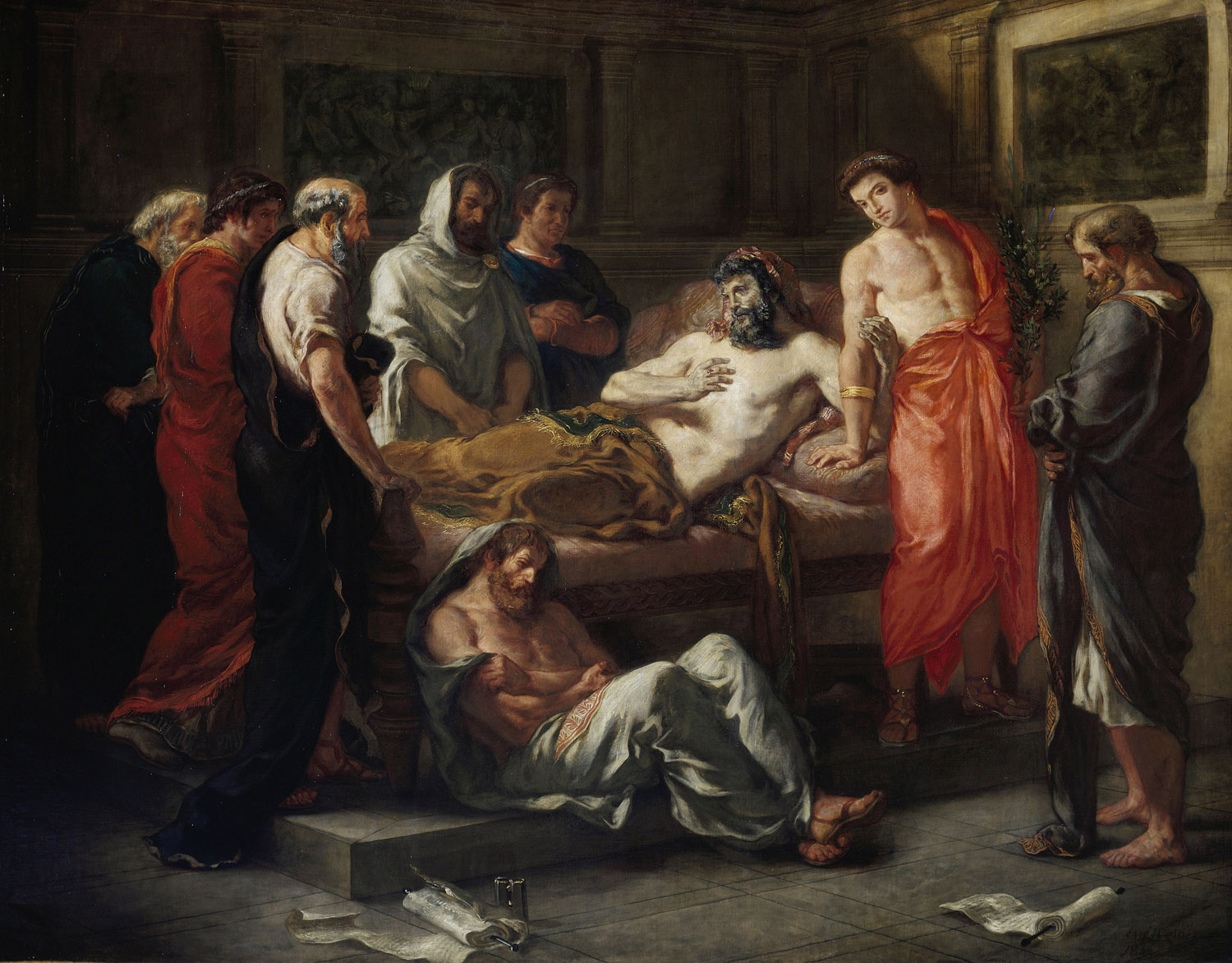
Le ultime parole dell'imperatore Marco Aurelio, 1844, Museo delle Belle Arti di Lione.
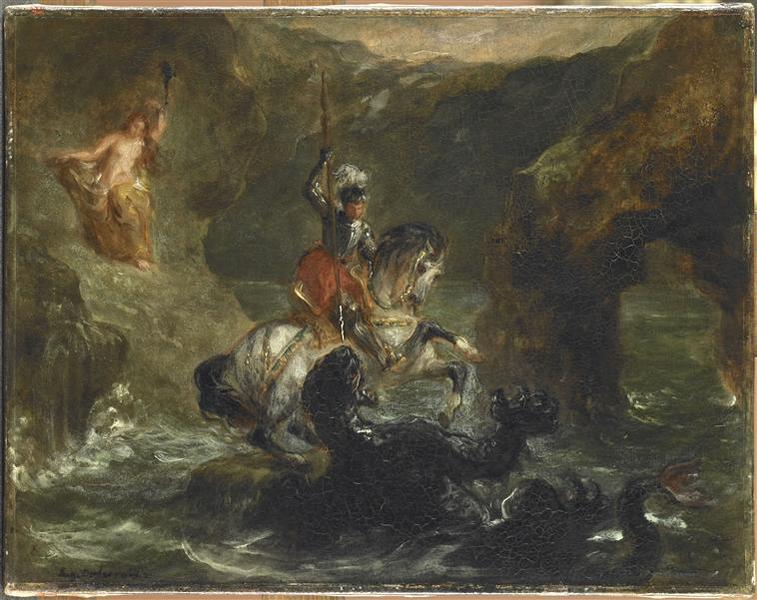
San Giorgio combatte contro il drago, 1847, Louvre, Parigi.
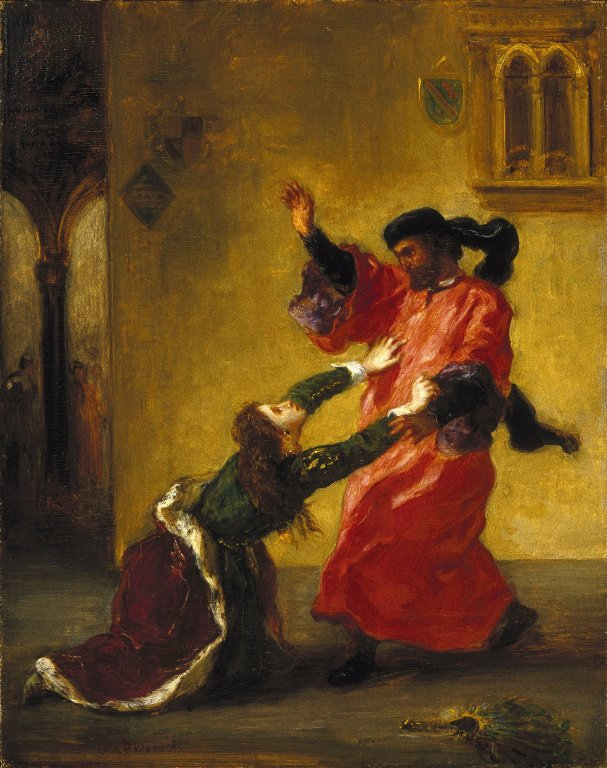
Desdêmona maudite par son père, c. 1850–1854, Brooklyn Museum, New York.
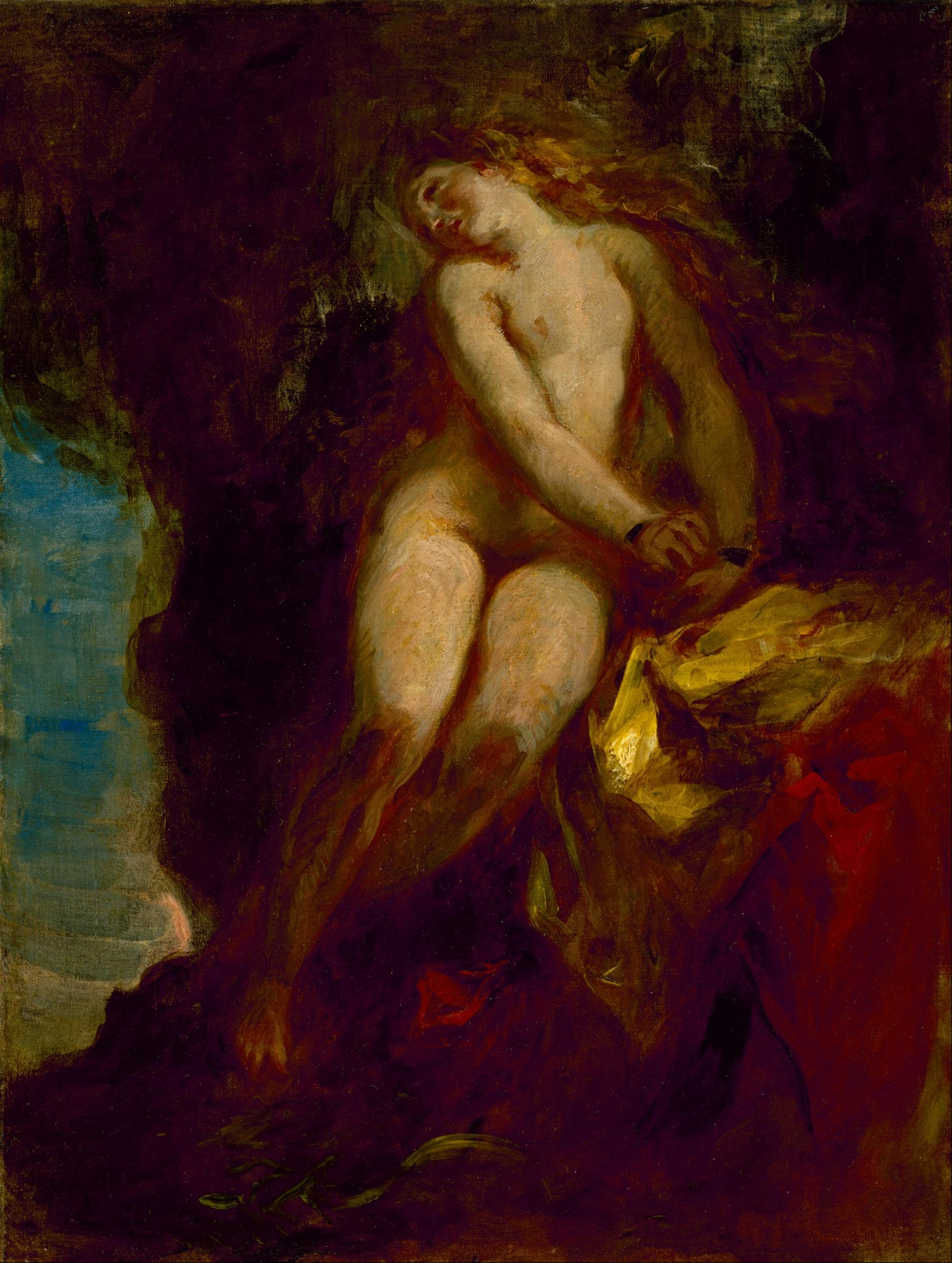
Andromeda, 1852, Museum of Fine Arts, a Houston.
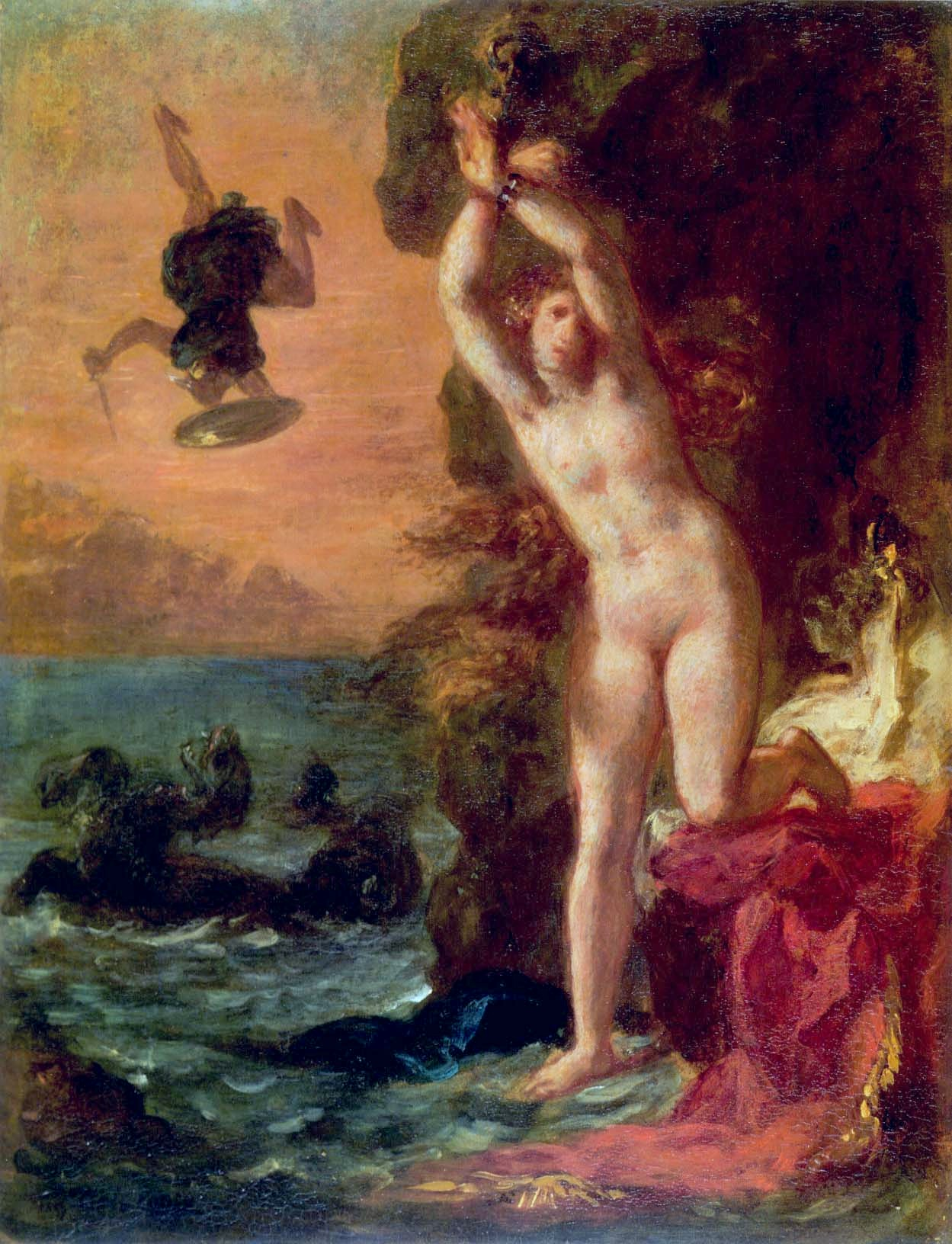
Perseo e Andromeda, Galleria statale di Stoccarda.
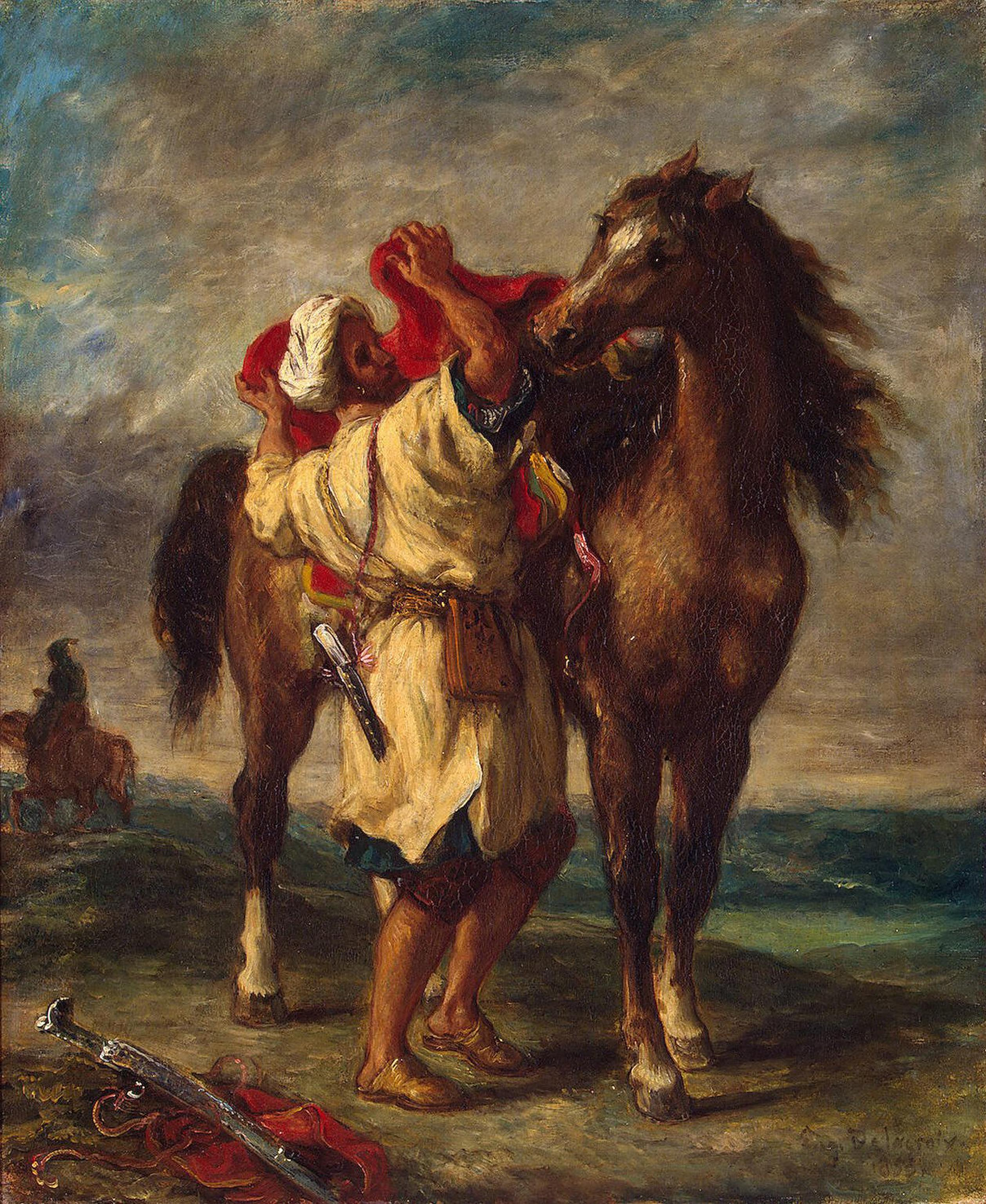
1855, Marocchino che sella il suo cavallo, Ermitage, San Pietroburgo.
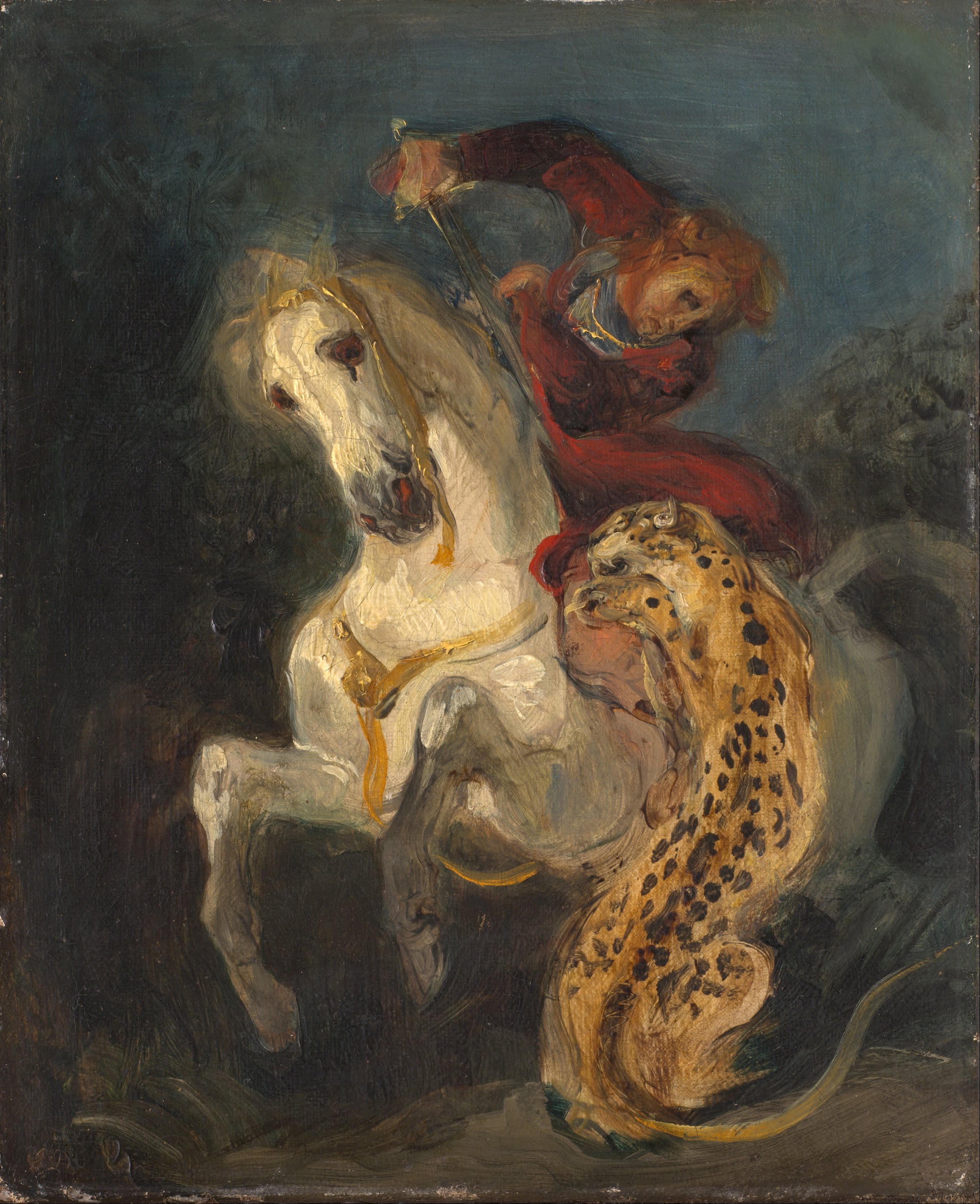
Cavaliere attaccato da un giaguaro, 1855, Galleria Nazionale di Praga.
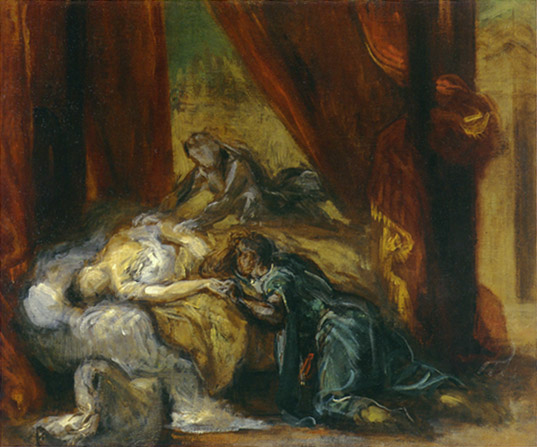
La morte di Desdemona, 1858.
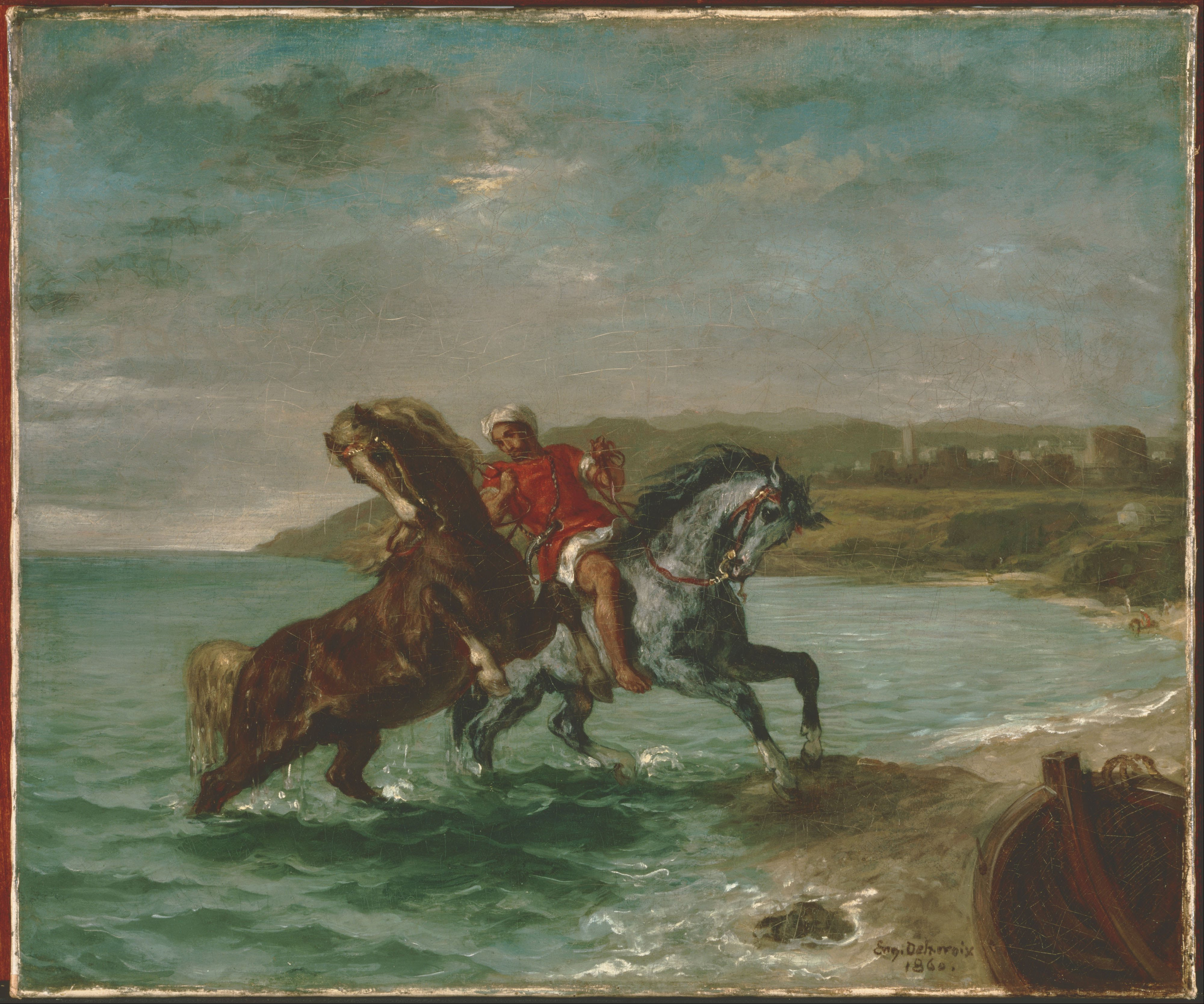
Cavalli che lasciano il mare (Chevaux sortant de la mer; Horses Leaving the Sea), 1860, The Phillips Collection.
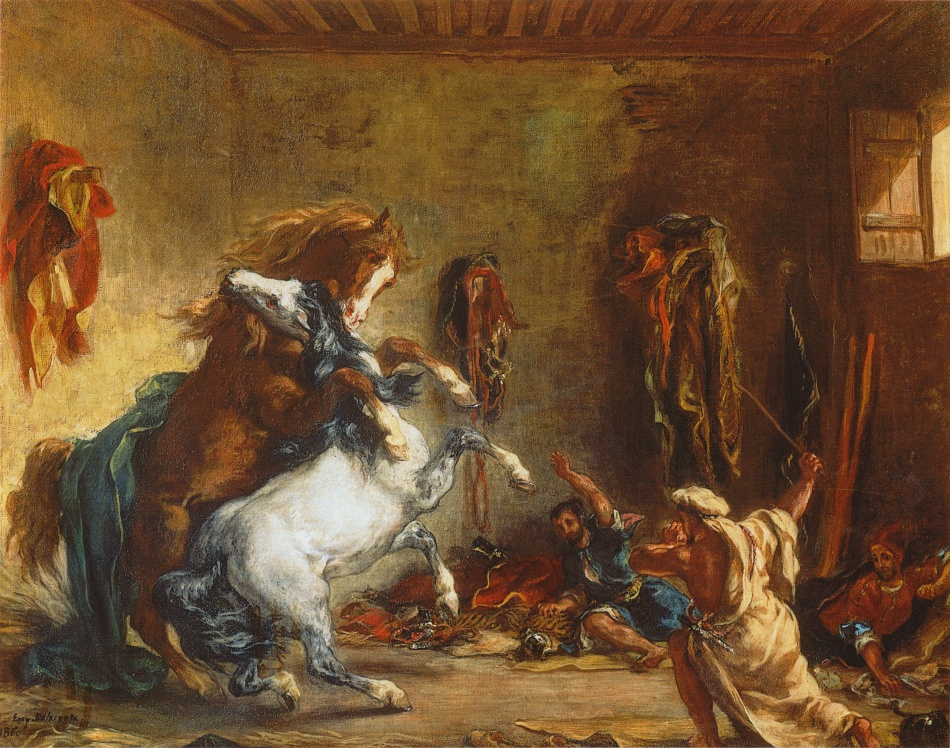
Cavalli arabi che combattono in una stalla, 1860.
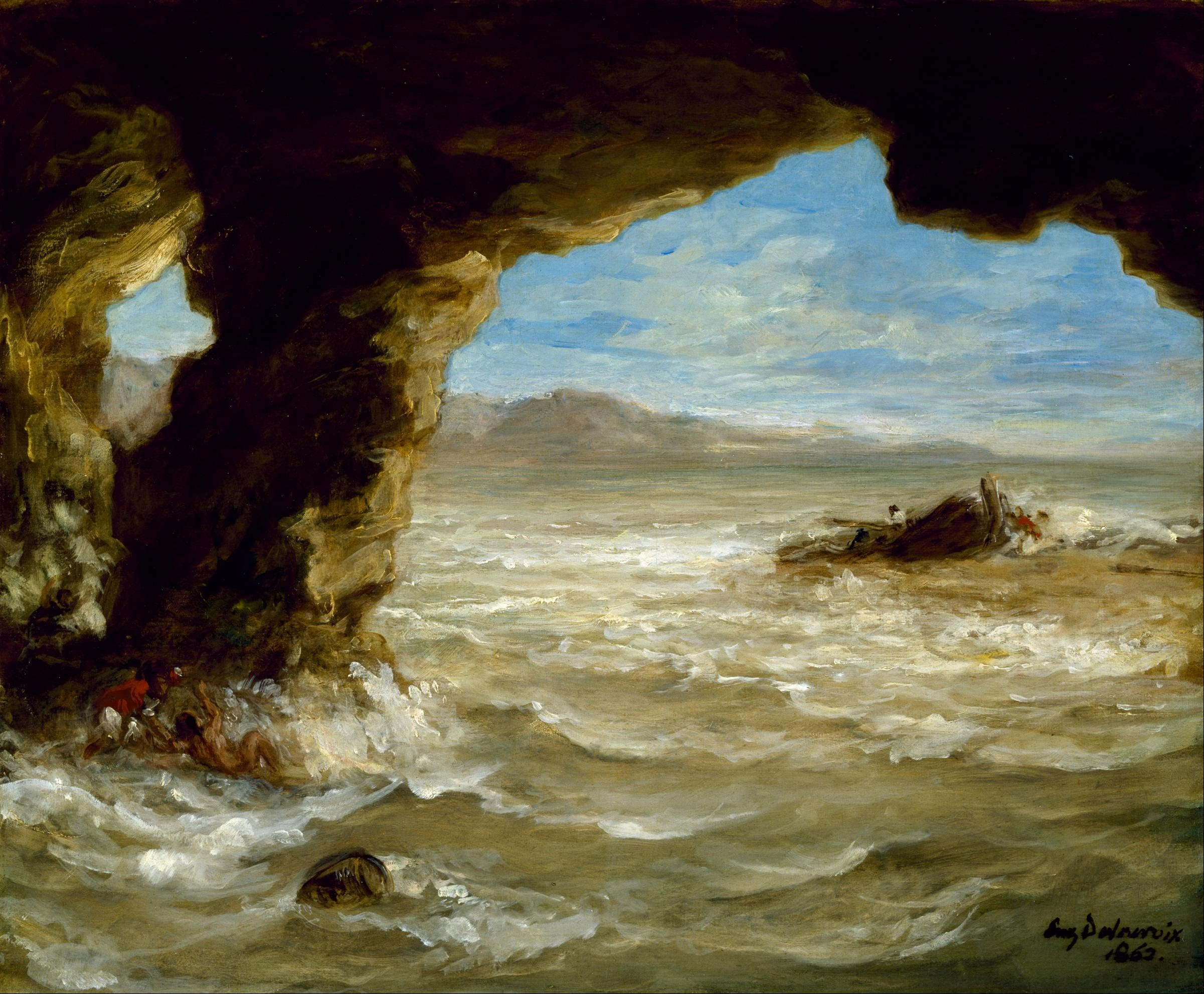
Naufragio sulla costa, 1862, Museum of Fine Arts, a Houston.
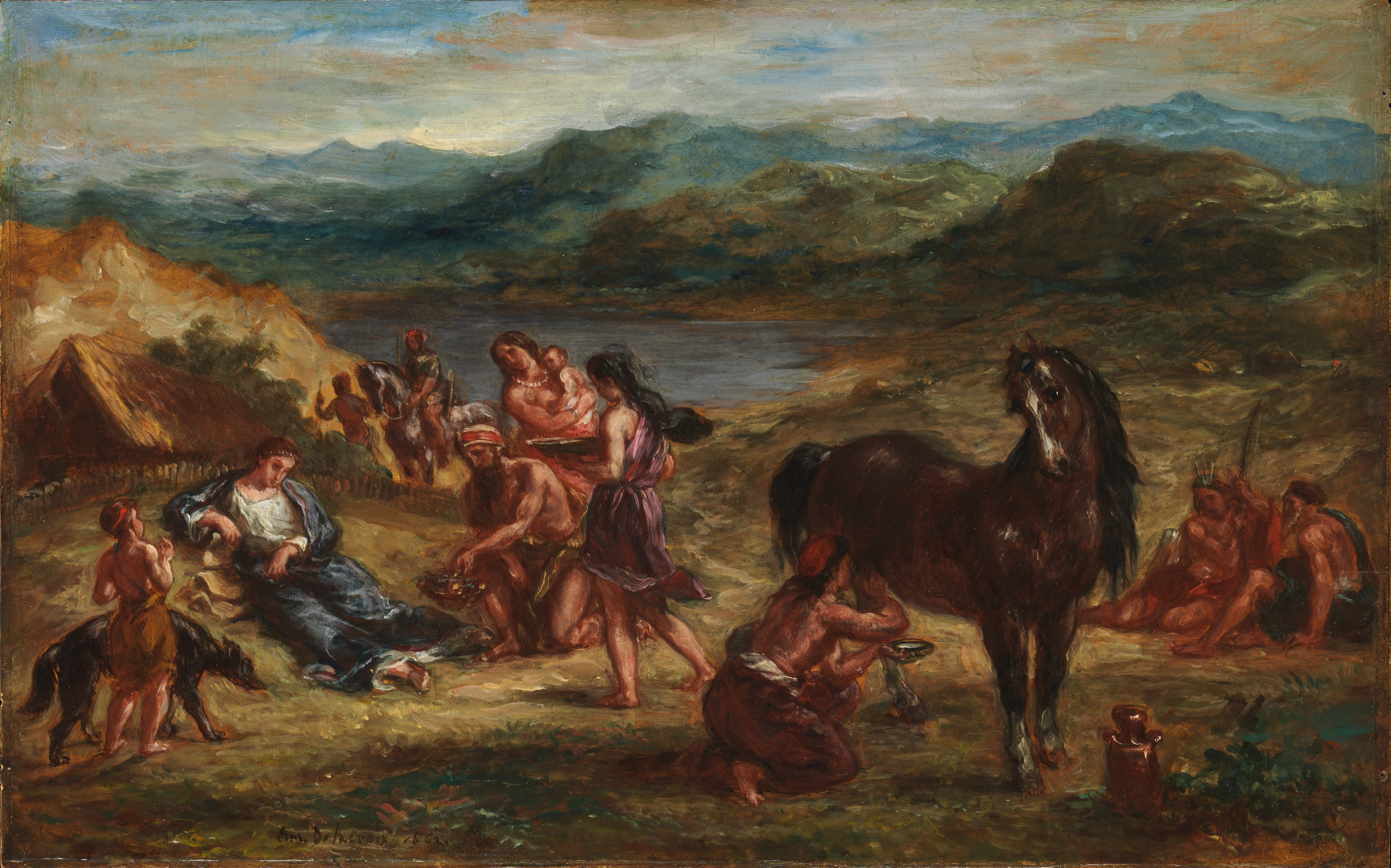
Ovidio tra gli Sciti, 1862, Metropolitan Museum of Art, New York.
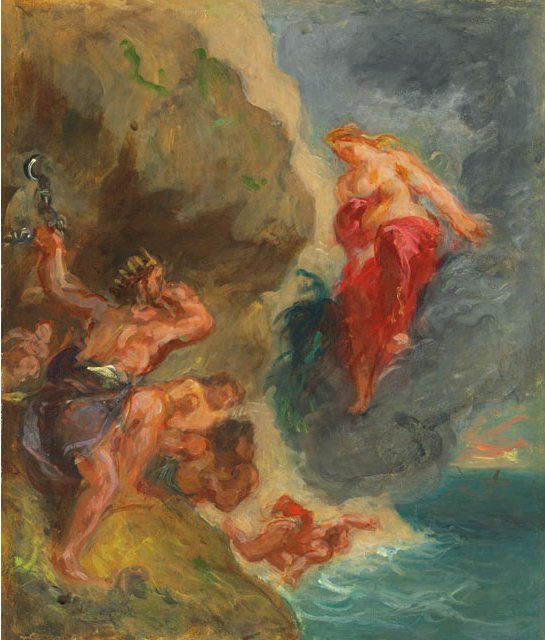
Inverno: Giunone ed Eolo, 1856, collezione privata (bozzetto per dipinto) al Museo d'Arte di San Paolo.
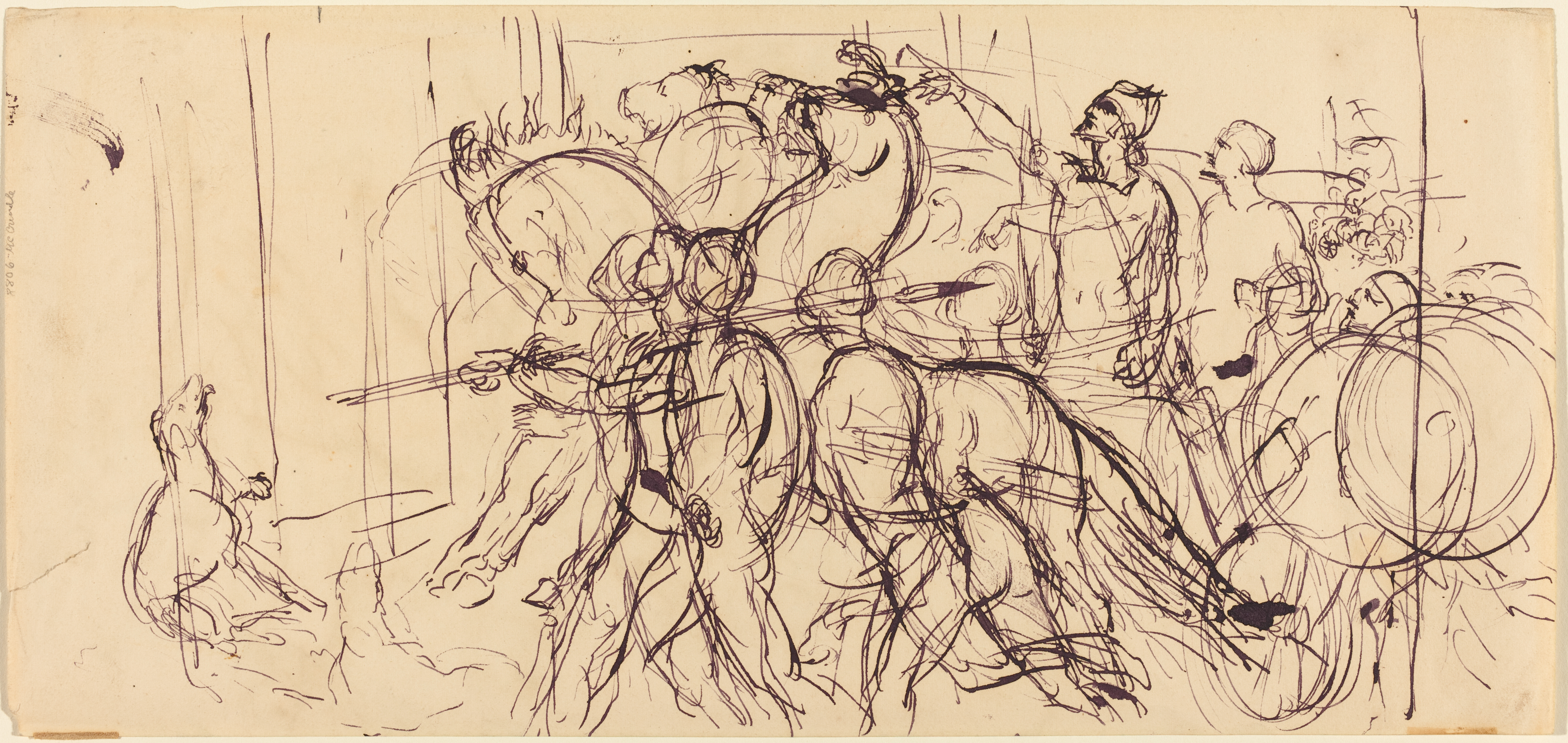
Cocchieri, penna e inchiostro su carta, National Gallery of Art.

- La barca di Dante (1822)
- Il massacro di Scio (1824)
- La morte di Sardanapalo (1827)
- La Libertà che guida il popolo (1830)
- Donne di Algeri nei loro appartamenti (1834)
- Ingresso dei crociati a Costantinopoli (1840)
- Il rapimento di Rebecca (1846)
- Lotta di Giacobbe con l'angelo (1853-1861)

## Omaggi e luoghi dedicati a Delacroix
- Omaggio a Delacroix, (1864), dipinto di Henri Fantin-Latour
- Monument à Eugène Delacroix (1890), scultura di Jules Dalou, Giardini del Lussemburgo
- L'Autoritratto di Delacroix e un dettaglio del dipinto La Libertà che guida il popolo erano stampati sulla banconota della Repubblica Francese da 100 franchi
- Musée Delacroix

## Journal
Il journal intime di Delacroix è un capolavoro letterario della pittura. La prima edizione fu pubblicata dall'editore Plon nel 1883; nel 1934 uscì un'altra riveduta da André Joubin, poi rieditata nel 1980 con una prefazione di Hubert Damisch.
Nel 2009, per le edizioni José Corti, è comparsa una monumentale edizione critica, corretta sui manoscritti originali e aumentata da scoperte recenti, a cura di Michèle Hannoosh.
- Diario (1804-1863), Prefazione, trad. e cura di Lamberto Vitali,[18] 3 voll. (I: 1804-1852; II: 1853-1856; III: 1857-1863), Collana Saggi, Torino, Einaudi, 1954. - con Note aggiornate e nuova resa delle illustrazioni, 2 voll., Collezione I Millenni, Einaudi, 2002, ISBN 978-88-061-6286-3.